# Història de Lituània

Fronteres històriques de Lituània.

La història de Lituània comença com a mínim en 1009, quan es coneix el primer ús escrit registrat del terme. Els lituans, una branca dels pobles del Bàltic, conqueriren terres veïnes i establiren el Gran Ducat de Lituània i al segle xiii, el Regne de Lituània. El Gran Ducat fou un estat de guerrers reeixit i durador, feroçment independent i una de les últimes àrees d'Europa en adoptar el cristianisme, que al segle xv es convertí en l'estat més extens d'Europa amb la conquesta de gran part dels pobles eslaus orientals que poblaven Rutènia. El Gran Ducat es va unir amb la Dinastia Jagelló de Polònia i es cristianitzà, i va formar amb la Unió de Lublin la Confederació de Polònia i Lituània el 1569 fins al 1795, quan desapareix amb el Repartiment de Polònia. Els lituans visqueren a l'Imperi Rus fins al segle xx.
El 16 de febrer de 1918, Lituània fou restablerta com a estat democràtic, i va ser independent fins al principi de la Segona Guerra Mundial, quan fou ocupada per la Unió Soviètica sota els termes del Pacte Mólotov-Ribbentrop, seguida d'una ocupació breu pel Tercer Reich quan els nazis declararen guerra a la Unió Soviètica. Lituània fou absorbida una altra vegada per la Unió Soviètica durant gairebé 50 anys. A principis dels anys 1990, Lituània restaurà la seva sobirania i anys després s'integrà a la Unió Europea.

## Abans de l'Estat

### Primer assentament

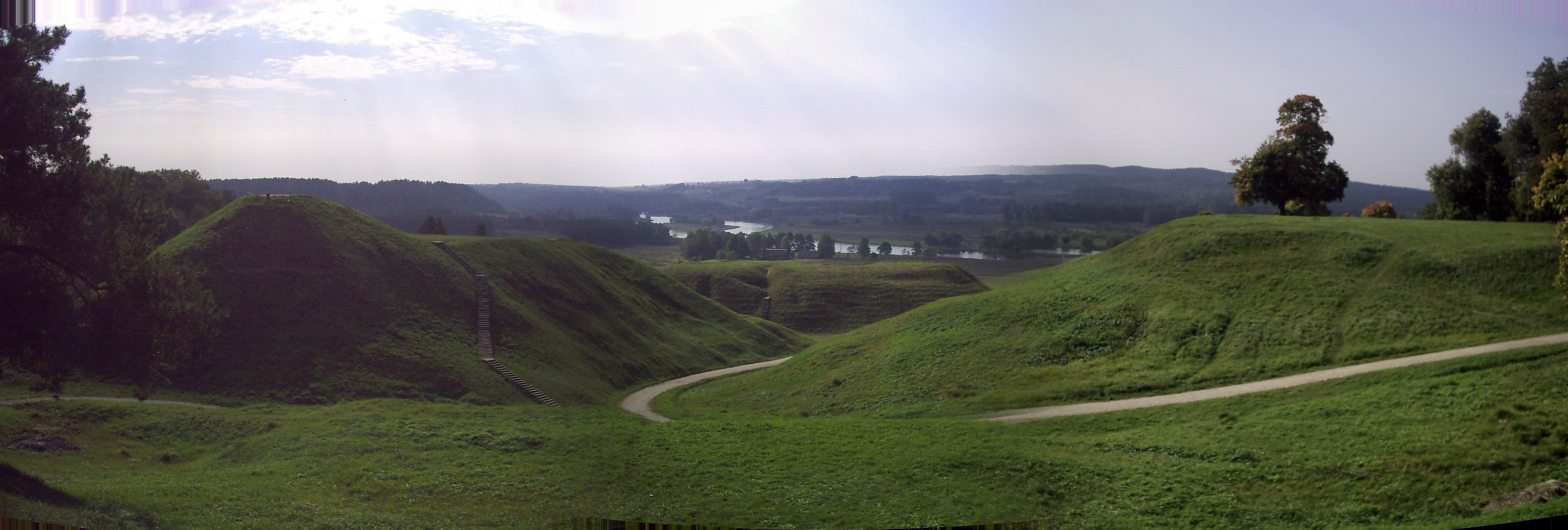
Turons de Kernavė

Els primers pobladors van arribar al territori de la moderna Lituània durant el mil·lenni X aC després que les glaceres s'haguessin retirat i el darrer període glacial hagués acabat. Segons la historiadora Marija Gimbutas, la gent venia de dues direccions: des de la Península de Jutlàndia i des de l'actual Polònia. Portaven dues cultures diferents com queda evidenciat per les eines que utilitzaven. Eren caçadors nòmades i no van formar més assentaments estables. Durant el mil·lenni X aC, el clima es tornà molt més càlid i els boscos es desenvoluparen. Els habitants viatjaven menys i participaven en la cacera local, la recol·lecció i la pesca. Durant els mil·lennis VI-V aC es domesticaren diversos animals, les cases esdevingueren més sofisticades i podrien protegir famílies més grans. L'agricultura no arribà fins al Mil·lenni III aC, a causa de clima exigent i el terreny i una manca d'eines adequades per conrear la terra. Els oficis i el comerç també es començaren a formar en aquella època.
Els parlants d'indoeuropeu nord-occidental podrien haver arribat amb la Cultura de la ceràmica cordada al voltant de 3200/3100 aC. i superposaren la seva llengua, amb la qual cosa van formar les llengües bàltiques posteriors.

### Tribus bàltiques

Tribus bàltiques al segle XIII

Els primers lituans eren una branca d'un grup antic conegut com a bàltics, les tribus del qual també incloïen els pobles prussians i letons originals. Les tribus del Bàltic no foren directament influïdes per l'Imperi Romà, però mantingueren estrets contactes comercials (vegeu Ruta de l'ambre).
La primera referència coneguda a Lituània com a nació ("Litua") ve dels annals de l'Abadia de Quedlinburg i està datada al 9 de març del 1009.
Avui, les dues nacionalitats que queden al Bàltic són lituans i letons, però hi havia més nacionalitats bàltiques o tribus en el passat. Alguns d'aquests s'han fusionat als lituans i letons (samogitians, selonians, curonians, semigalians), mentre que altres ja no existeixen (prussians, sambians, escalvians, galindians, igul·lions).

### Formació de l'estat lituà
Durant el segle xi, els territoris lituans estaven inclosos en la llista de terres que pagaven tribut a la Rus de Kíev, però pels volts del segle xii, els lituans ja estaven envaint els mateixos territoris veïns. Les activitats militars i de saqueig dels lituans va desencadenar una lluita pel poder a Lituània, que inicià la formació del primer estat, a partir del qual es desenvoluparia el Gran Ducat de Lituània.

## Gran Ducat de Lituània (circa. 1200-1569)

### Lituània pagana

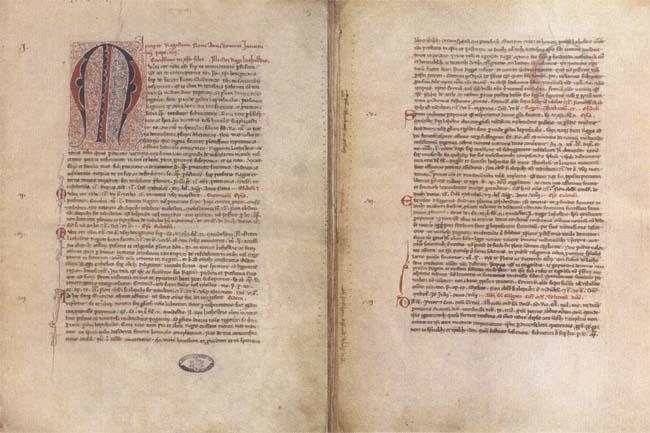
Butlla d'Innocenci IV quant a l'emplaçament de Lituània sota la jurisdicció del Bisbe de Roma, el baptisme de Mindaugas i la coronació

El 1219, vint-i-un ducs signaren un tractat de pau amb el Principat de Galítsia-Volínia. Aquest esdeveniment s'accepta àmpliament com la primera prova que les tribus del Bàltic s'estaven unint i es consolidaven.
A principis del segle xiii, dos ordes militars alemanys, l'Orde Teutònic i els Germans Livonians de l'Espasa, conqueriren bona part del que ara és Estònia i Letònia, a més de parts de Lituània. Com a resposta, un cert nombre de petits grups tribals de Bàltic s'uniren sota el domini de Mindaugas, el qual és citat com a governant de tota Lituània a la Crònica rimada livoniana en 1236. Els lituans, dirigits per Vykintas, sòlidament derrotaven els Germans Livonians de l'Espasa en la batalla de Saule el 1236, que forçà els Germans a fusionar-se amb els Cavallers Teutonics. El 1250, Mindaugas arribà a un acord amb l'Orde Teutònic; accedí a rebre baptisme (l'acte va tenir lloc el 1251) i a renunciar a control sobre algunes terres a Lituània occidental, per a la qual cosa havia de rebre una corona a canvi. El 17 de juliol de 1251, Innocenci IV signà dues butlles papals, on ordenava al bisbe de Chełmno que coronés Mindaugas com a rei de Lituània, assignava un bisbe per a Lituània, i ordenava construir una catedral. El 1253, Mindaugas fou coronat i s'establí el Regne de Lituània. Mindaugas fou assassinat el 1263 pel seu nebot Treniota, la qual cosa ocasionà un gran malestar i un retorn al paganisme. La Lituània pagana fou un objectiu de les Croades Bàltiques dels Cavallers Teutònics i l'Orde livonià. El 1241, 1259 i 1275 el país fou destruït per atacs de l'Horda d'Or.

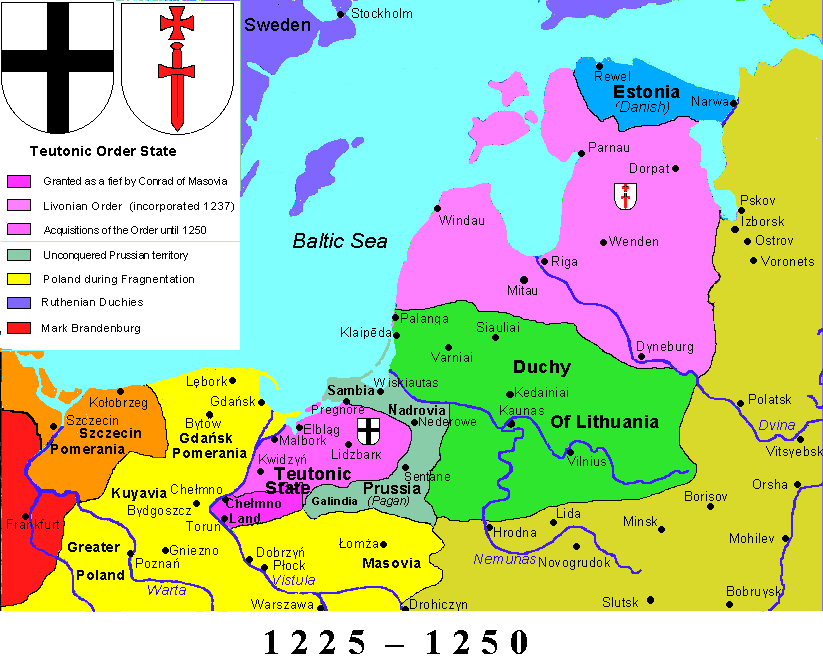
Gran Ducat de Lituània el 1250 entre les àrees de l'Orde livonià i l'Orde Teutònic

El regnat de Traidenis (1269-1282) fou el règim més llarg i més estable durant el període dels disturbis. Després de la seva mort, els ordes alemanys enllestiren les seves conquestes de tribus bàltiques i ja es podrien concentrar a Lituània. El 1274 acabà la Gran Rebel·lió Prussiana, i els Cavallers Teutònics es posaren a conquerir altres tribus bàltiques, incloent-hi els sudovians el 1283; l'Orde Livonià completà la seva conquesta de Zemgale, l'últim aliat bàltic de Lituània, el 1291.
Els germans Vytenis i Gediminas, els fundadors de la Dinastia dels Gedimínides, uniren diversos grups en una sola Lituània. El 1316, el Gran Duc Gediminas, el primer dels líders responsables de la gran expansió de Lituània que havia de venir, amb l'ajut de colonitzadors d'Alemanya, començà la restauració de la terra.
Gediminas estengué el Gran Ducat de Lituània a l'est desafiant el mongols que, en aquell temps, controlaven importants àrees de la Rus'. A través d'aliances i conquesta, en competència amb el Gran Ducat de Moscou, els lituans finalment aconseguiren el control de parts significatives (porcions del nord i del sud) de l'antic territori de la Rus de Kíev. Aquesta àrea incloïa la majoria de les modernes Belarús i Ucraïna (la conca del Dnièper) i creà un estat lituà massiu que al segle xv s'estenia des de la mar Bàltica fins a la mar Negra.
Gediminas fou mort i el seu fill Algirdas suprimí els monastirs. Algirdas prengué Kíev en 1362 després de derrotar el mongols a la batalla de les Aigües Blaves. El fill d'Algirdas, Ladislau II Jagelló, feu altre cop propostes a l'Orde Teutònic i hi conclogué un tractat secret. El seu oncle Kęstutis el va fer presoner i això derivà en una guerra civil (1381-1384). Kęstutis finalment fou capturat, empresonat i condemnat a mort, però el fill de Kęstutis, Vytautas, el futur Gran Duc, aconseguí escapar.

### Lituània cristiana, unió dinàstica amb Polònia

Església de Sant Nicolau a Vílnius, l'església més antiga de Lituània

Com que el poder dels ducs i senyors de la guerra lituans s'expandia cap al sud al sud i l'orient, els cultivats eslaus orientals rutens es traslladaren en la direcció oposada dins del seu nou estat i exerciren influència en la classe dirigent lituana. Hi portaren la litúrgia eslava de la religió cristiana Ortodoxa Oriental, escrita en llengua eslava, la versió de la qual, coneguda com a eslau eclesiàstic serviria per cobrir les necessitats de redacció de documents de la cort lituana durant uns quants segles, desenvoluparia les lleis, i convertiria Vílnius en un centre essencial de la seva civilització. Durant l'època en què Jagelló va acceptar el catolicisme el 1385, les institucions del seu reialmen i els membres de la seva família havien estat en gran manera assimilats al cristianime ortodox.

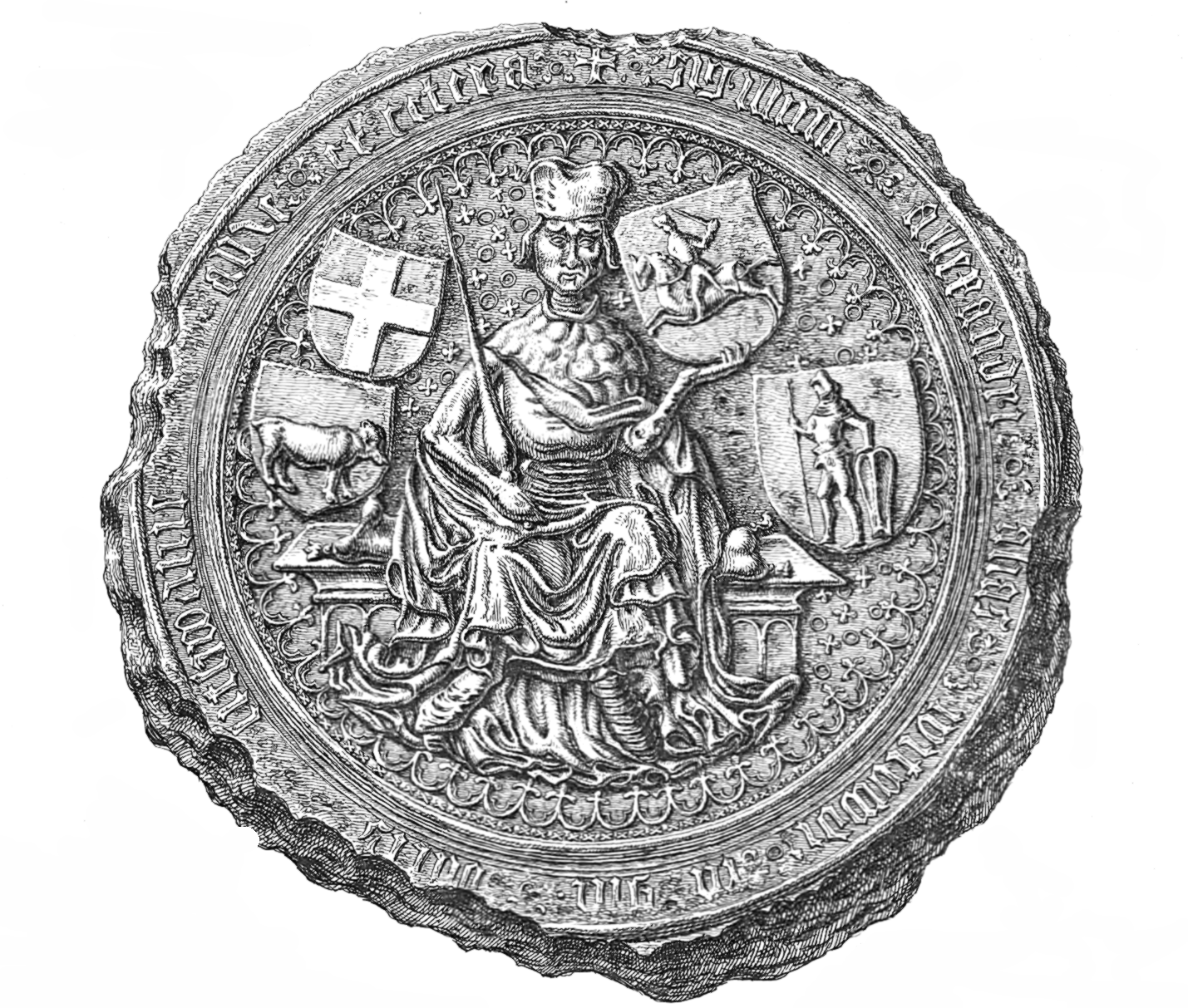
El gran Duc Vytautas, un heroi lituà, era el cosí primer de Ladislau II Jagelló i el seu rival

Ladislau II Jagelló, Gran Duc des de 1377, era encara un pagà. Acceptà convertir-se en un catòlic quan els principals nobles polonesos, frisosos d'aprofitar l'expansió de Lituània li van oferir la corona polonesa i la reina nena Jadwiga. L'estreta associació amb Polònia havia, doncs, començat, i perdurà, d'una o altra forma, durant gairebé cinc segles. Per al seu futur més proper, Polònia va aportar als lituans un valuós aliat contra les creixents amenaces dels Cavallers Teutònics i Moscòvia.
El baptisme de Jagelló i el coronament com el Rei de Polònia el 1386 foren seguits per la Cristianització de Lituània. Després de guerres civils, Vitautas el Gran es convertí en Gran Duc de Lituània el 1392. Durant el seu regnat Lituània arribà al cim de la seva expansió territorial, havia començat la centralització de l'estat, i la noblesa lituana esdevingué cada cop més prominent en política estatal. L'aliança lituana polonesa va poder derrotar els poderosos Cavallers Teutònics en la batalla de Grunwald el 1410. La Dinastia Jagelló, fundada per Ladislau Jagelló, governà Polònia i Lituània contínuament fins al 1572.

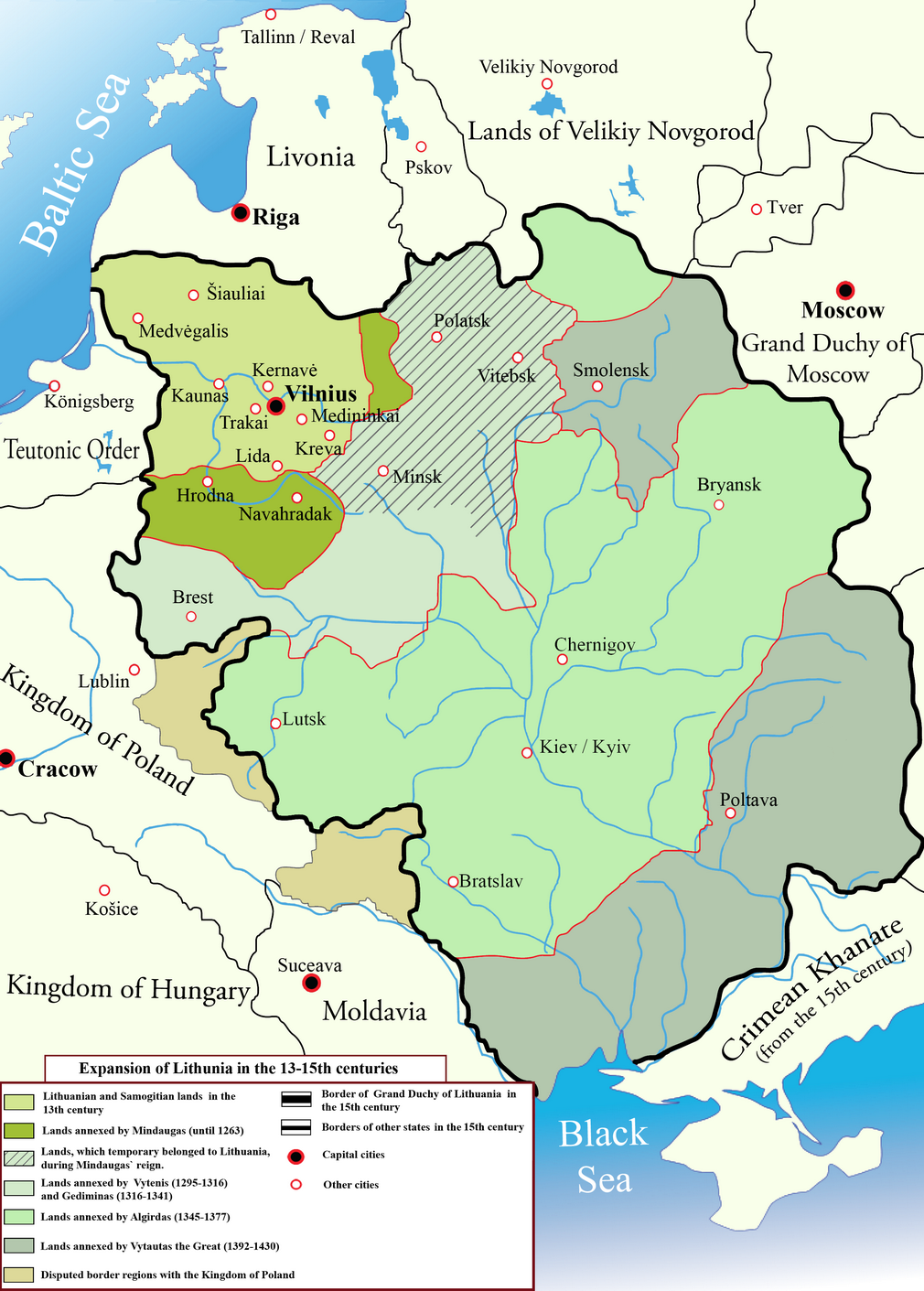
Gran Ducat de Lituània en els segles XIII-XV

L'enllaç dinàstic amb Polònia va tenir com a resultat l'establiment de lligams religiosos, polítics i culturals i l'augment de la influència occidental entre la noblesa lituana nativa, i en una menor mesura entre els boiars rutens d'orient, súbdits dels lituans. El Gran Ducat de Lituània es mantingué com a estat separat amb institucions separades. A moltes ciutats se'ls concedia el sistema alemany de drets (Dret de Magdeburg), amb el més gran d'aquests a Vílnius, des de 1322 la capital del Gran Ducat.
Després de les morts de Jagelló i Vitautas, la noblesa lituana de vegades intentà trencar la unió entre Polònia i Lituània, triant de manera independent Grans Ducs de la dinastia Jagelló. Lituània tanmateix necessitava una aliança propera amb Polònia quan, al final del segle xv, el poder de creixement del Gran Ducat de Moscou amenaçava part del principats rus' de Lituània i feu esclatar la Guerra lituanomoscovita i més tard la Guerra de Livònia.

### Renaixement lituà

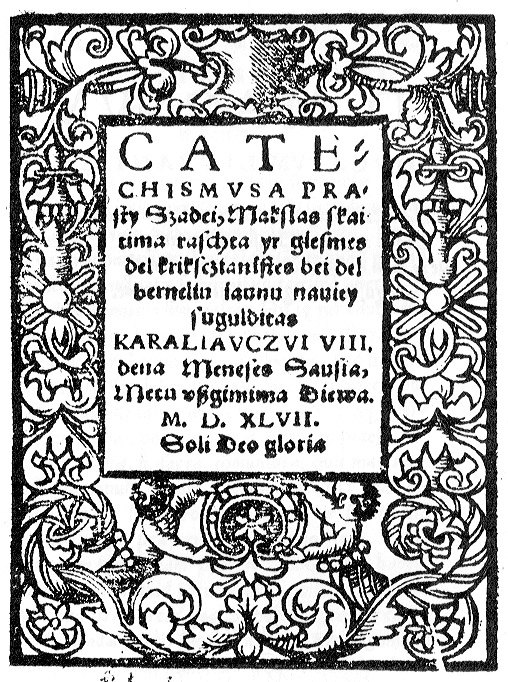
El catecisme de Martynas Mažvydas fou publicat en lituà el 1547

Des del segle xvi a mitjan segle xvii, la cultura, les arts i l'educació coneixeren una gran esplendor, empeses pel Renaixement i la Reforma Protestant. Francysk Skaryna, que escrivia i publicava en el seu rutè natiu /(antic belarús), fou típic en aquest aspecte de la fase anterior del Renaixement al Gran Ducat de Lituània, que durà fins a mitjan segle xvi, quan el polonès predominà. Molts lituans educats tornaren d'estudiar a l'estranger i el Gran Ducat estava en plena ebullició amb una activa vida cultural, un període que de vegades ha estat anomenat com a Renaixement lituà (no s'ha de confondre amb el Ressorgiment nacional lituà al segle xix).
En aquesta època s'introduí l'arquitectura italiana en les ciutats lituanes, i florí la literatura lituana escrita en Llatí. També d'aquell temps són els primers textos manuscrits i impresos en lituà i fou llavors quan començà la formació de la llengua lituana escrita. El procés fou dut a terme pels erudits lituans Abraomas Kulvietis, Stanislovas Rapalionis, Martynas Mažvydas i Mikalojus Daukša.

## Confederació de Polònia i Lituània (1569-1795)

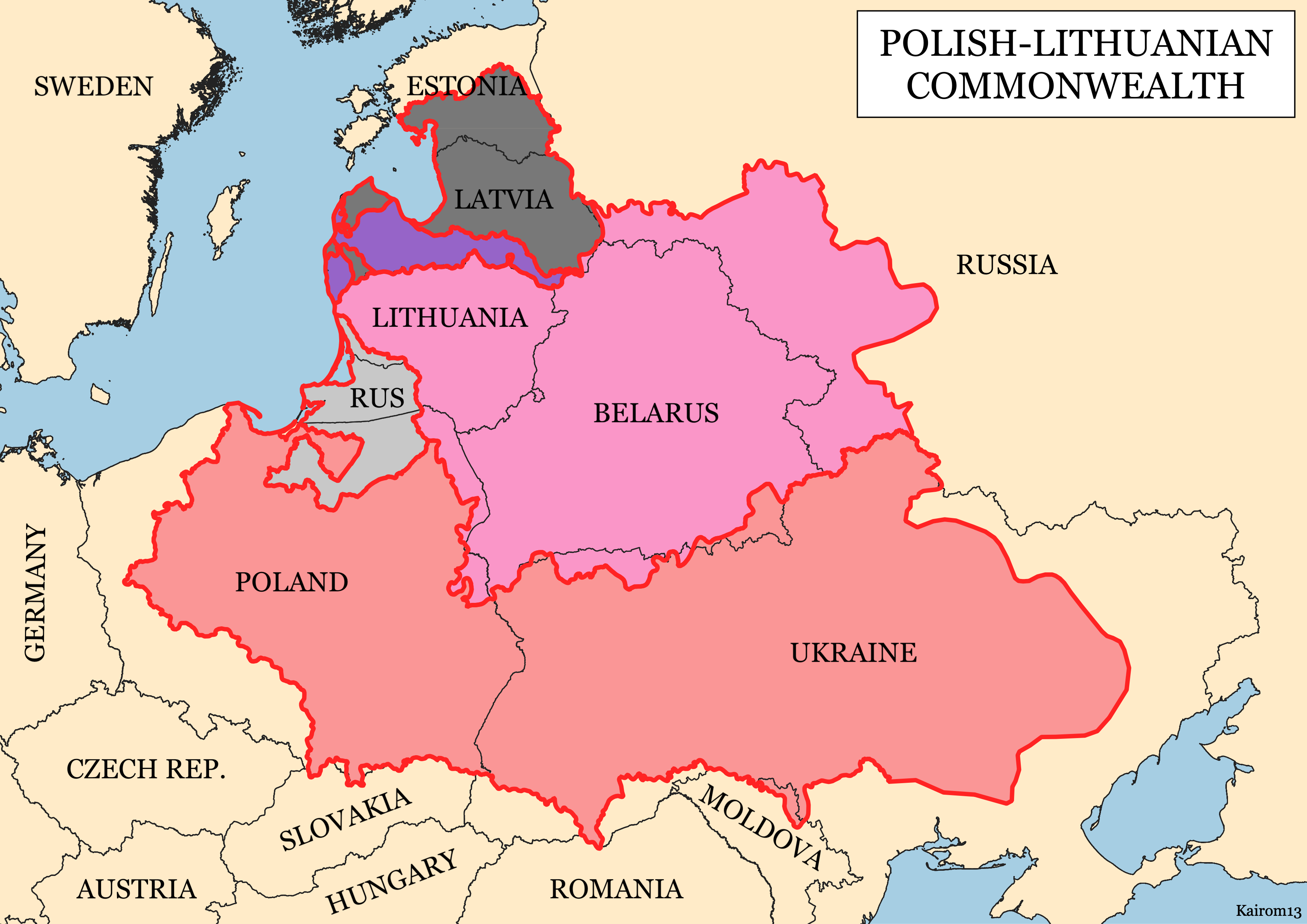
Contorn de la Confederació de Polònia i Lituània amb les seves subdivisions essencial a partir de 1619, superposades a les fronteres nacionals actuals
Regne de Polònia
Ducat de Prússia, feu polonès
Gran Ducat de Lituània
Ducat de Curlàndia, feu conjunt
Livònia

Amb la Unió de Lublin del 1569, Polònia i Lituània formaren un nou estat: la República de les Dues Nacions, coneguda habitualment com a Confederació de Polònia i Lituània (en polonès: Rzeczpospolita Obojga Narodów, lituà: Abiejų Tautų Respublika). La Confederació, que oficialment constava del Regne de Polònia i el Gran Ducat de Lituània, era dominada per la noblesa polonesa i lituana, juntament amb els reis, que eren elegits pels nobles.
Després de la unió, la polonització afectà cada cop més tots els aspectes de la vida pública lituana; els Estatuts de Lituània de 1588 i les codificacions legals anteriors s'escrigueren en rutè. Des d'aproximadament el 1700, el polonès era utilitzat en documents oficials; el rutè i el llatí s'havia utilitzat en les transaccions escrites del Gran Ducat abans d'aquella època.Les famílies governants de Lituània i la noblesa s'havien polonitzat lingüísticament i cultural, mentre mantenien un sentit de nacionalitat lituana. La llengua lituana caigué en desús en els cercles de les corts dels grans ducs en la segona meitat del segle xv. Un segle després, el polonès era la llengua d'ús comú per part de la nobles lituana. La llengua lituana, tanmateix, sobrevisqué, malgrat les intrusions del rutè, polonès, rus, belarús i alemany com a llengua vernacla de camperols i des de 1547 en l'ús religiós escrit.

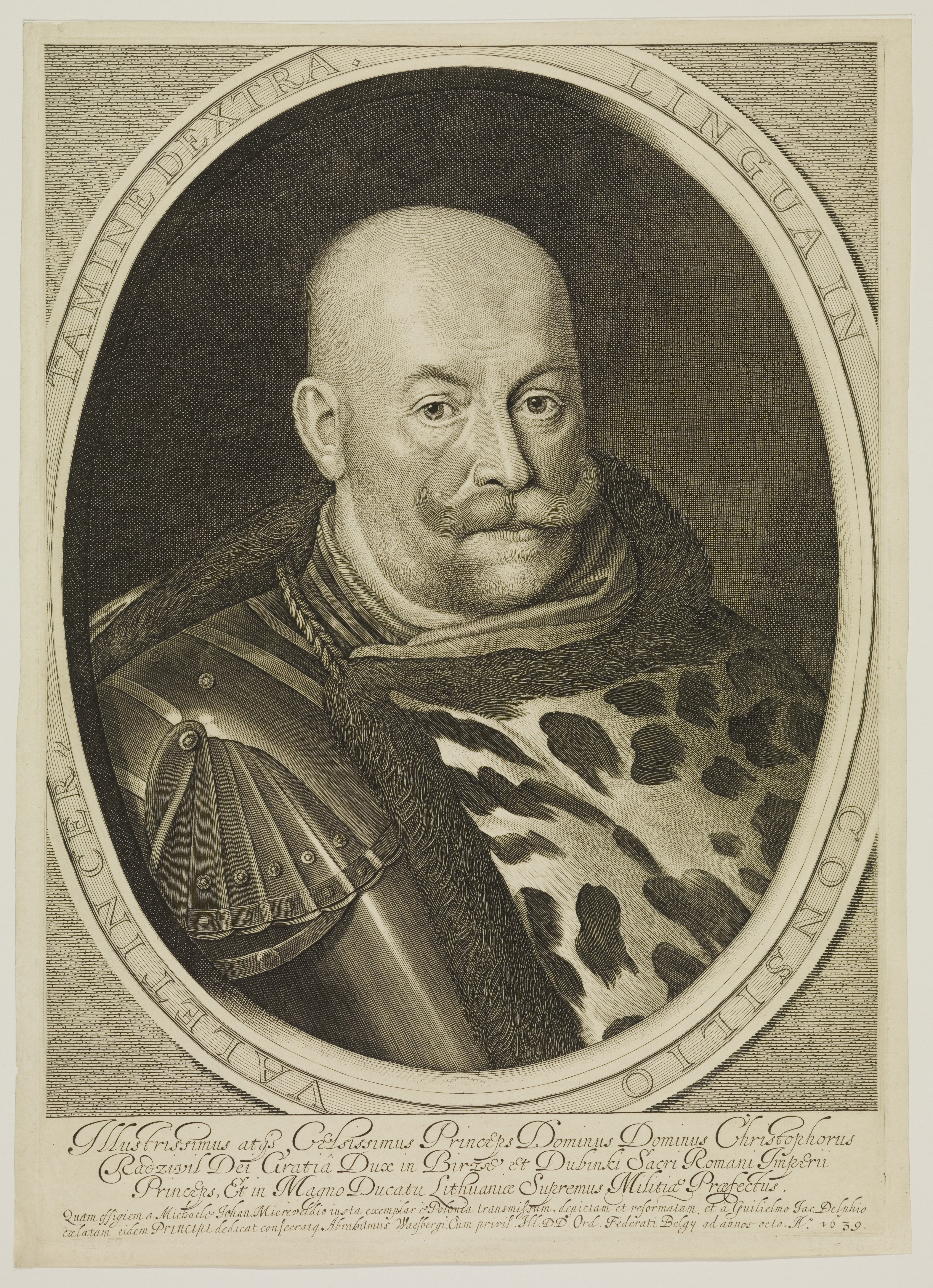
Hetman Kristupas Radvila o Krzysztof Radziwi (1585-1640), un lituà calvinista i un consumat comandant militar

La població predominament eslava oriental del territorialment expandit Gran Ducat de Lituània era en general ortodoxa oriental, i així era també la noblesa lituana. A diferència de la gent corrent del regne lituà, en l'època de la unió amb Polònia, bona part de la noblesa de l'estat de Lituània s'havia convertit al Cristianisme Occidental. Després del moviment de la Reforma moltes famílies nobles es convertiren al calvinisme en els anys 1550 i 1560, i en general una generació més tard, d'acord amb les tendències de la Contrareforma a la Confederació, al catolicisme romà. No obstant això, segons una font, sens dubte exagerada, de principis del segle xvii, "només un de cada mil va seguir sent un catòlic" a Lituània en aquella època.[a] A la primera Confederació, la tolerància religiosa era la norma i fou oficialment promulgada per la Confederació de Varsòvia el 1573.
Malgrat la Unió de Lublin i la integració dels dos països, Lituània va continuar existint durant més de dos segles com a Gran Ducat de Lituània a la confederació poloneso-lituana, i mantingué drets separats així com un exèrcit i un tresor propi. Quan es va produir la Unió de Lublin Segimon II August tragué els territoris ucraïnesos de Lituània i els incorporà a la Corona polonesa. El Gran Ducat s'hi va quedar, amb parts de l'actual Belarús i parts de Rússia occidental, a més a més de les seves terres ètnicament lituanes. Des de 1573, els reis de Polònia i els grans ducs de Lituània eren sempre la mateixa persona, i eren elegits per la noblesa, a qui se'ls concedí algun cop llibertats i privilegis creixents. Aquestes llibertats, especialment el libertum veto, conduïren a l'anarquia política i la dissolució definitiva de l'estat.

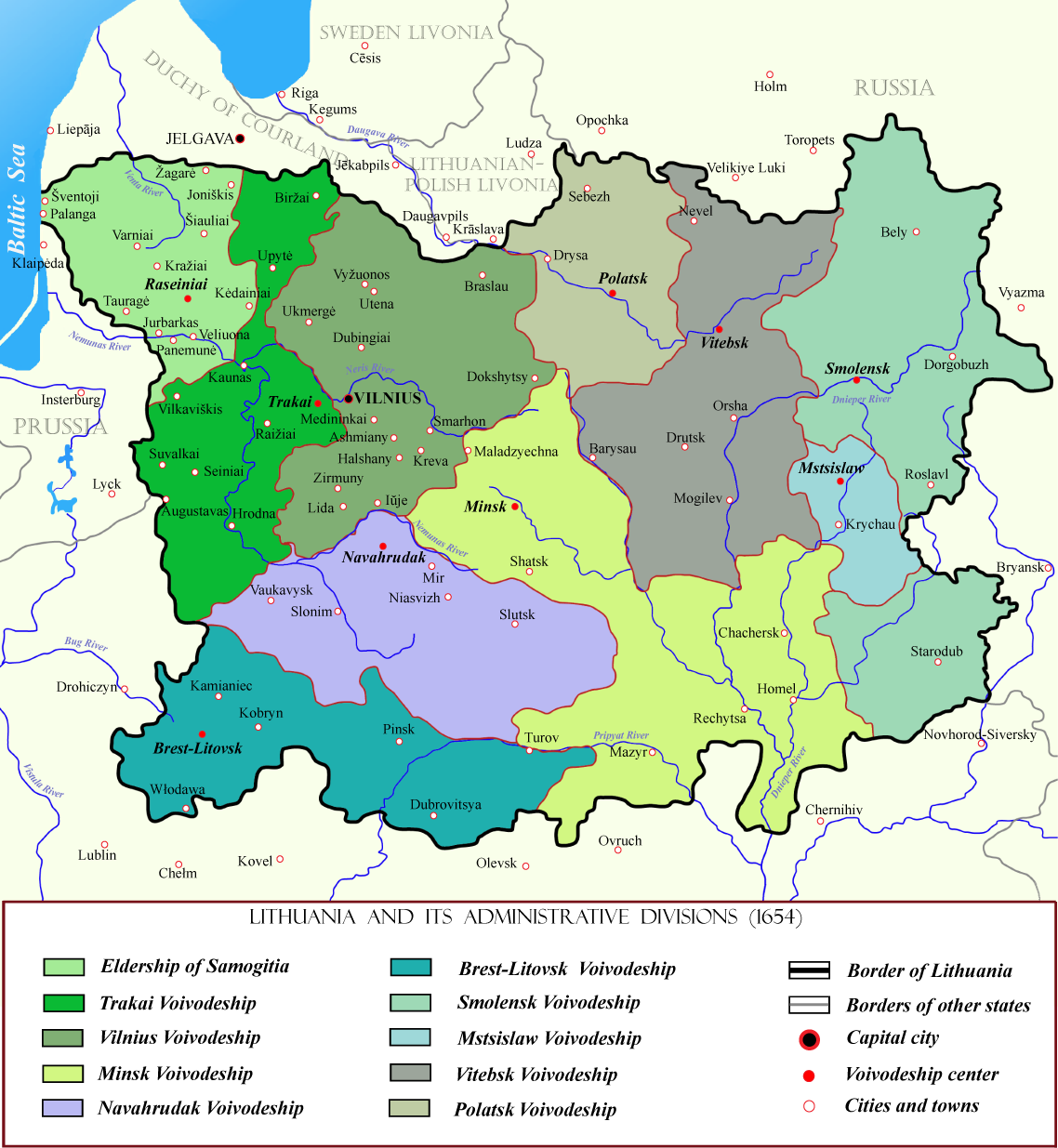
Divisions administratives del Gran Ducat de Lituània al segle XVII

La Confederació fou debilitada, en gran manera, per una sèrie de guerres, començant el 1648 amb l'revolta dels cosacs de Khmelnytsky. Durant les Guerres del Nord (1655-1661), el territori i l'economia lituanes foren devastades per l'exèrcit suec. Abans que es pogués recuperar plenament, Lituània fou destruïda altre cop durant la Gran Guerra del Nord (1700-1721). La guerra, les plagues, i la fam ocasionaren la pèrdua d'aproximadament un 40% dels habitants del país. Les potències estrangeres, especialment Rússia, es convertiren en actors dominants en els assumptes de política interna de la Confederació. Les nombroses faccions de la noblesa utilitzaren la seva "Llibertat daurada per evitar algunes reformes.
La Constitució del 3 de maig de 1791, una culminació del tardà procés de reforma de la Confederació, fou aprovada pel Sejm (legislatura central). Intentava integrar Lituània i Polònia d'una manera més estreta, si bé la separació es mantenia per la Garantia recíproca de les Dues Nacions. Les particions de la confederació lituano-polonesa el 1772, 1793 i 1795 acabaren amb l'existència de la Confederació, i contemplaren com el Gran Ducat de Lituània era dividit entre Prússia i Rússia. Lituània va deixar d'existir com a entitat diferenciada durant més d'un segle.

## Sota la Rússia Imperial i Primera Guerra Mundial (1795-1918)

### Post-confederació de Lituània (1795-1864); fonaments de nacionalisme lituà

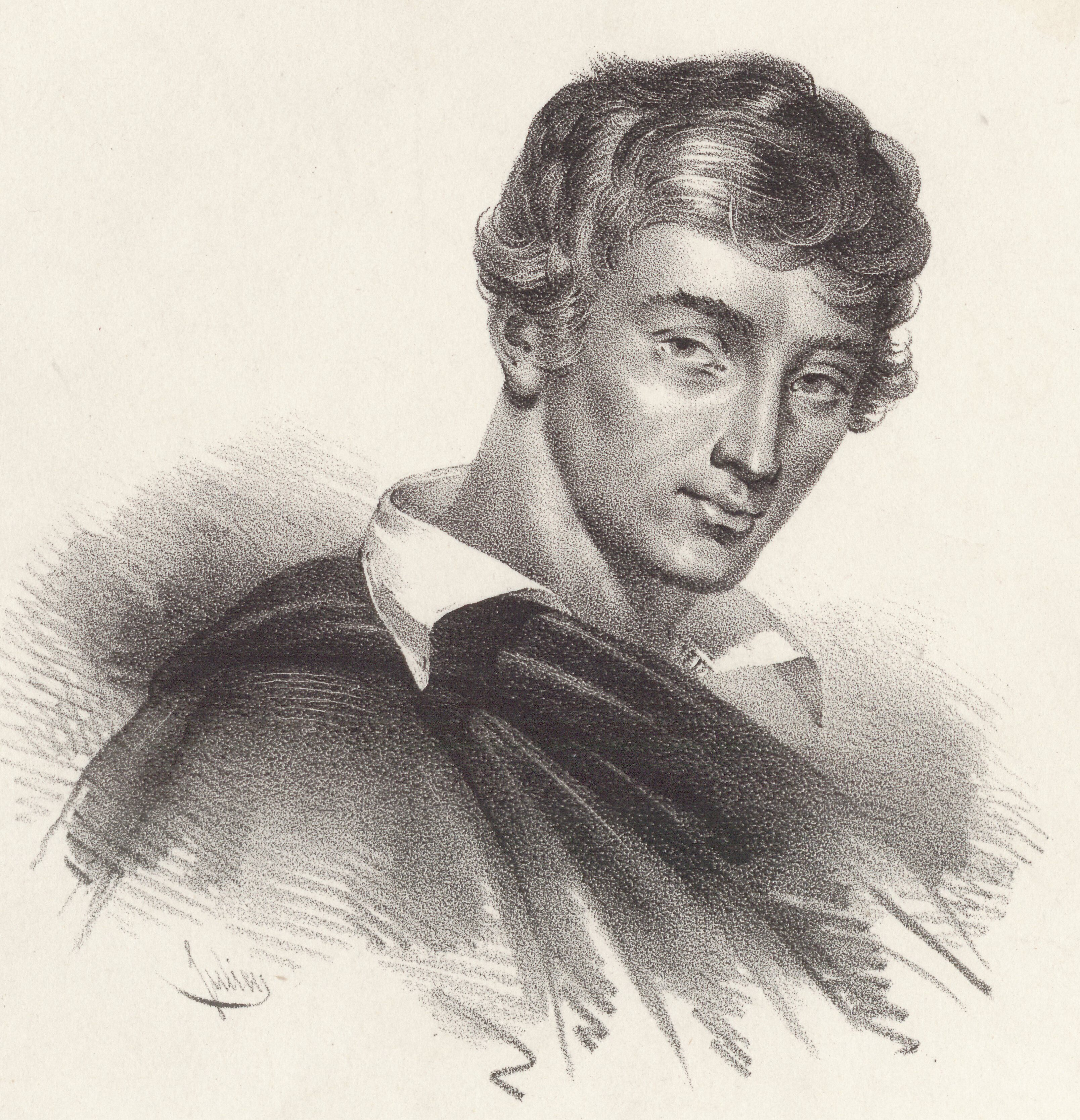
Adam Mickiewicz fou un poeta lituano-polonès quan l'estat lituano-polonès ja no existia.

Després de les particions de la Confederació de Polònia i Lituània, l'Imperi Rus controlava la majoria de Lituània, incloent-hi Vílnius, que era una part de la Gubèrnia de Vílnius. El 1803, l'Emperador Alexandre I revifà i millorà l'antiga Companyia de Jesús això com la imperial Universitat de Vílnius, la més gran de l'Imperi Rus. La universitat i el sistema d'ensenyament regional es dirigí en benefici del tsar pel príncep Adam Czartoryski. A principis del segle xix, hi havia senyals que a Lituània li podria ser permès un cert grau de reconeixement separat per part de l'Imperi; tanmateix això mai no es va produir.

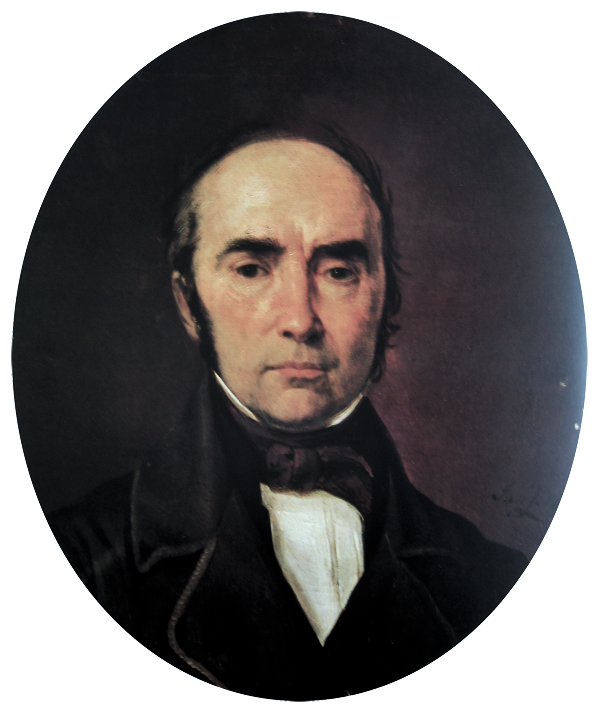
Simonas Daukantas

Aquestes esperances aviat es van mostar de manera discontínua, especialment després del 1812, quan frisosament els lituans donaren la benvinguda a l'exèrcit francès de Napoleó Bonaparte com a llibertador, i molts d'ells se li uniren en la seva ofensiva contra Rússia. Després de la derrota de l'exèrcit francès i la seva consegüent retirada, els tsar Alexandre decidí de mantenir oberta la Universitat de Vílnius i el poeta Adam Mickiewicz pogué rebre la seva educació allà. La part sud-oest de Lituània inclosa en Prussia el 1795 i el breu Gran Ducat de Varsòvia el 1807 es convertiren en una part del Tsarat de Polònia (controlat pels russos) el 1815, mentre que la resta de Lituània continuà sent administrada com a província russa.
Els lituans i els polonesos es revoltaren dues vegades, el 1831 i el 1863, però els dos intents van fracassar i van ocasionar un augment de la repressió per part de les autoritats russes. Després de la Revolta de novembre de 1831, el tsar Nicolau I començà un programa intensiu de russificació i la Universitat de Vílnius fou tancada. L'escolarització en polonès i la vida cultural pogueren, en gran part, continuar en l'antic Gran Ducat, fins al fracàs de l'Aixecament de gener de 1863. Els Estatuts del Gran Ducat de Lituània foren anul·lats per l'Imperi rus només el 1840, i la servitud fou abolida el 1861. La Unió de Brest, important en la part de Belarús de l'anterior Gran Ducat, s'incorporà a l'Església Ortodoxa el 1839.

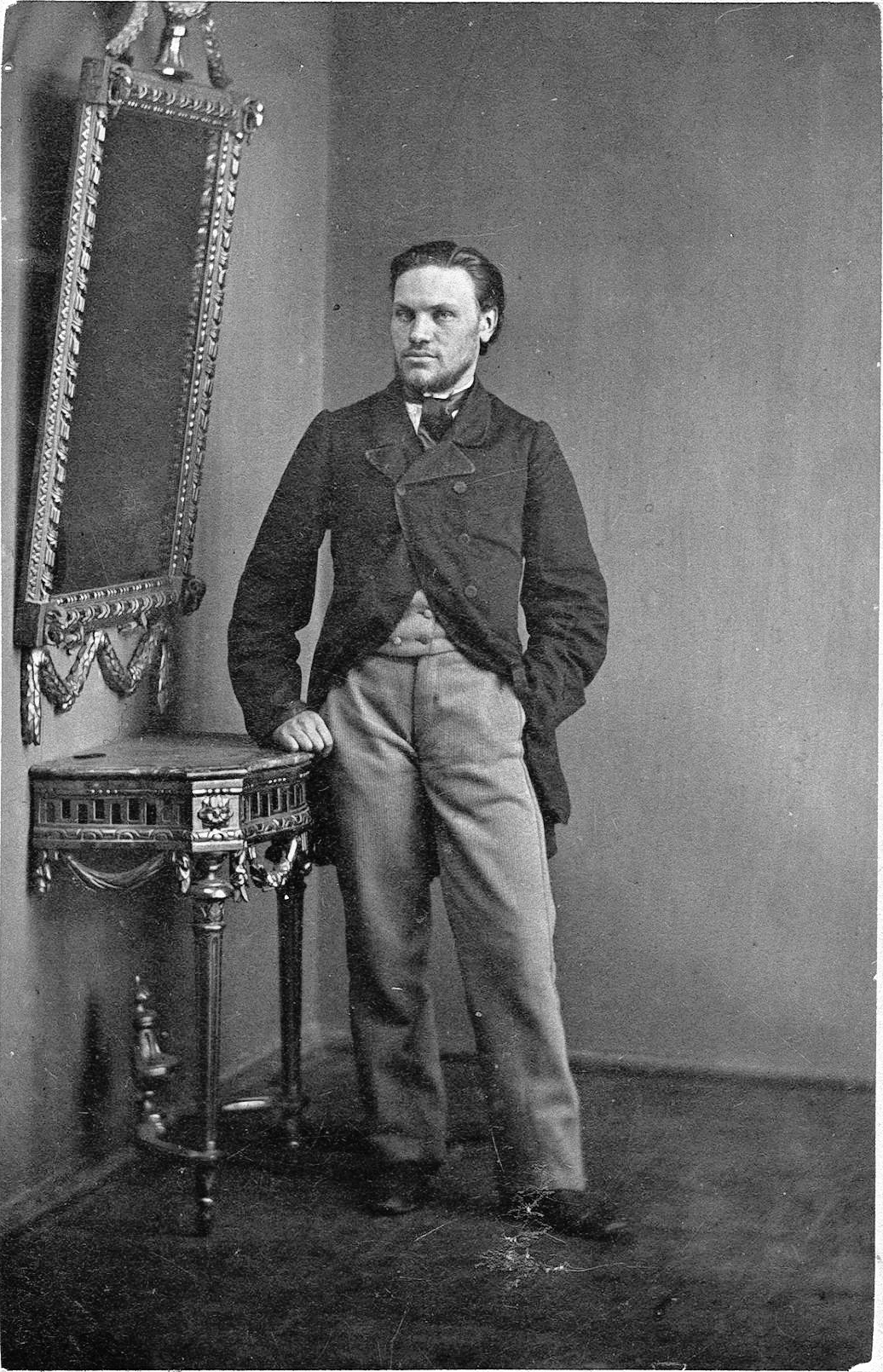
Konstanty Kalinowski

La poesia d'Adam Mickiewicz, lligat emocionalment a l'escena lituana i que explorava els temes medievals de Lituània, influí en els fonaments ideològics de l'emergent moviment nacional lituà. Simonas Daukantas, que estudià amb Mickiewicz a Vílnius, promovia un retorn a les tradicions pre-Confederació de Lituània i una renovació de la cultura local, basada en la llengua lituana. Amb aquelles idees al cap escrigué ja el 1822 (en aquell temps no fou publicada) una història de Lituània en lituà. Teodor Narbutt escrigué en polonès una voluminosa Història Antiga de la Nació Lituana (1835-1841), on de la mateixa manera exposà i expandí posteriorment el concepte de Lituània històrica, els dies de glòria de la qual havien acabat amb la unió amb Polònia (1569). Narbutt, que invocava l'erudició alemanya, assenyalava la relació entre el lituà i les llengües sànscrites. Indicava la proximitat del lituà (protegit amb un considerable aïllament d'influències estrangeres des de temps històrics) a les seves antigues arrels indoeuropees i proporcionaria posteriorment l'argument d'"antiguitat" pels activistes del renaixement nacional. A mitjans del segle xix, la ideologia bàsica del futur moviment nacionalista s'havia definit així; exigia, per establir una identitat lituana moderna, una ruptura amb la dependència cultural i lingüística polonesa i amb la seva tradició.
En l'època de la Revolta de Gener, hi hagué una generació de líders lituans del període transitori, entre els orientats al Gran Ducat, lligats amb Polònia, i el moviment nacionalista modern basat en la llengua lituana. Jakób Gieysztor, Konstanty Kalinowski i Antanas Mackevičius volien formar aliances amb els camperols locals (parlants de lituà i belarús), els quals, havent rebut terres i poder, ajudarien presumiblement a derrotar l'Imperi Rus, ni que fos pel seu propi egoisme. Això creà nosu dilemes sobre que calia fer amb les llengües utilitzades per a aquesta comunicació interclassista, i que més tard portaria al concepte d'una nació com la "suma de parlants d'una llengua vernacla".

### Formació de la identitat nacional moderna i pressions per a l'autogovern (1864-1918)

L'actual Lituània, on es mostren les divisions administratives de l'anterior Imperi Rus (gubèrnies 1867-1914)

El fracàs de la Revolta de Gener del 1864 feu, d'una banda, que la connexió polonsea ja no semblés una cosa pràctica, d'ara endavant, per als lituans, i d'altra banda, portà a la creació d'una classe de camperols lituans emancipats i fins i tot próspers, custodis de la llengua lituana. Les oportunitats educacionals, ara més àmpliament disponbles també per a la gent jove d'orígens humils, foren un dels factors crucials responsables del Renaixement nacional lituà. Com les escoles estaven sent despolonitzades i els universitaris lituans s'adreçaven a Sant Petersburg o a Moscou més que no pas a Varsòvia, es produí un buit cultural que no fou reeixidament omplert pels intents de dur a terme una política de russificació.
L'Imperi Rus considerava el Gran Ducat de Lituània com un regne eslau oriental que hauria de ser (i estava sent) "reunit" amb Rússia. En les següents dècades, tanmateix, emergí un moviment basat en l'etnicitat nacional lituana. Estava format per activistes de procedències socials i sensibilitats diferents, sovint parlants de polonès com a primera llengua, però units per la seva disposició i zel per promoure la cultura i la llengua lituanes com a estratègia per construir una nació moderna.

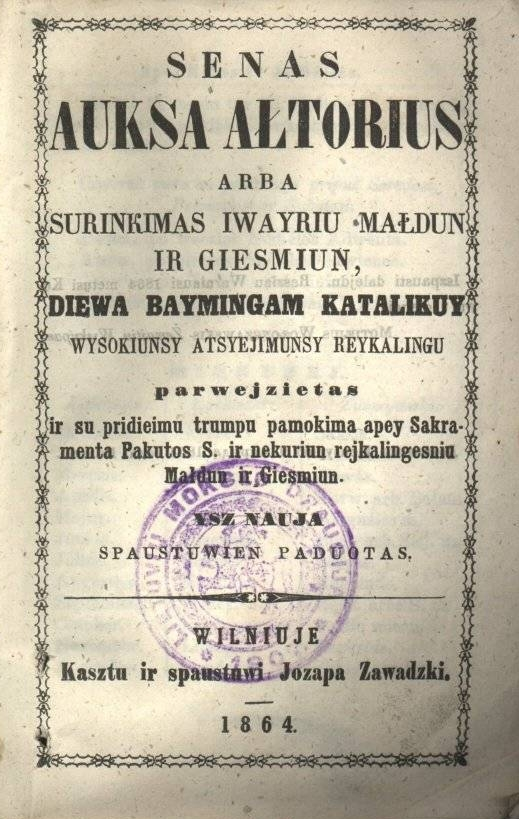
Devocionari del 1864 en lituà; es publicà en alfabet llatí i per això fou prohibit

El 1864 es prohibiren la llengua lituana i l'alfabet llatí a les escoles primàries. Els lituans es resistiren a la russificació organitzant impressions a l'estranger i passant de contraban els llibres mitjançant els knygnešiai. Les autoritats tsaristes implementaren un cert nombre de polítiques de russification, incloent-hi una prohibició de la premsa lituana i el tancament d'institucions culturals i educatives. Lituània es convertí en part d'una nova regió administrativa anomenada Krai Nord-Occidental (l'anterior Gran Ducat de Lituània).
Atès que molts nobles lituans estaven polonitzats i només les classes baixes i mitjanes utilitzaven el lituà (part d'aquesta última també preferia utilitzar el polonès), el lituà no es considerava una llengua prestigiosa. S'esperava fins i tot que la llengua acabés extingida, sobretot tenint en compte que els territoris de l'est estaven eslavitzats, i molta gent feia servir el polonès o el rus en la seva vida quotidiana. L'únic lloc on el lituà es considerava més prestigiós i digne de llibres i d'estudi era la regió de la Petita Lituània, controlada pels alemanys. Fins i tot allà, una afluència d'immigrants alemanys amenaçava la llengua i cultura natives.
La llengua era ja present entre la gent pobra i el ressorgiment de llengua s'estengué als estrats més opulents, començant amb la publicació dels diaris lituans, Aušra i Varpas, i després amb l'escriptura de poemes i llibres en lituà. Aquests escrits glorificaven el Gran Ducat de Lituània, i descrivien la nació històrica de gran poder i amb molts herois.

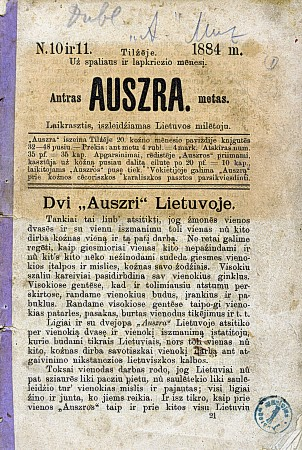
Aušra, escrit originalment Auszra, formulà les idees del nacionalisme lituà.

Les dues figures més prominents del moviment de ressorgiment, Jonas Basanavičius i Vincas Kudirka, ambdós originaris de l'opulenta pagesia lituana i ambdós alumnes de l'escola d'ensenyament secundari de Marijampolė (Mariampol) a la regió de Suvalkai, on la servitud havia estat eliminada el 1807, en l'època de la conquesta de Napoleó. L'escola era un centre educatiu polonès, russificat després de l'Revolta, on en aquella època es feien les classes en lituà.
Basanavičius estudià medicina a Moscou, on desenvolupà connexions internacionals, publicà en polonès sobre història lituana i es graduà en 1879. Des d'allà se n'anà a Bulgària, i el 1882 s'instal·là a Praga. Allà es trobà i esdevingué influït pels activistes txecs del moviment nacional. El 1883 Basanavičius començà a treballar en una revisió de llengua lituana, que va assumir la forma d'un diari anomenat Aušra (L'Alba). Publicat a Prússia Oriental alemanya Aušra estava escrit en alfabet llatí, prohibit sota el govern rus, on s'exigia l'ús de caràcters ciríl·lics per publicar en lituà, i era passat de contraban a Lituània. La revisió (quaranta assumptes en total), que es construïa sobre el treball d'escriptors anteriors, procurava establir una contintuïtat amb el Gran Ducat medieval de Lituània i exaltava el poble pla de Lituània en el seu paper com a conducte d'aquella (essencial per al ressorgiment nacional) continuïtat.

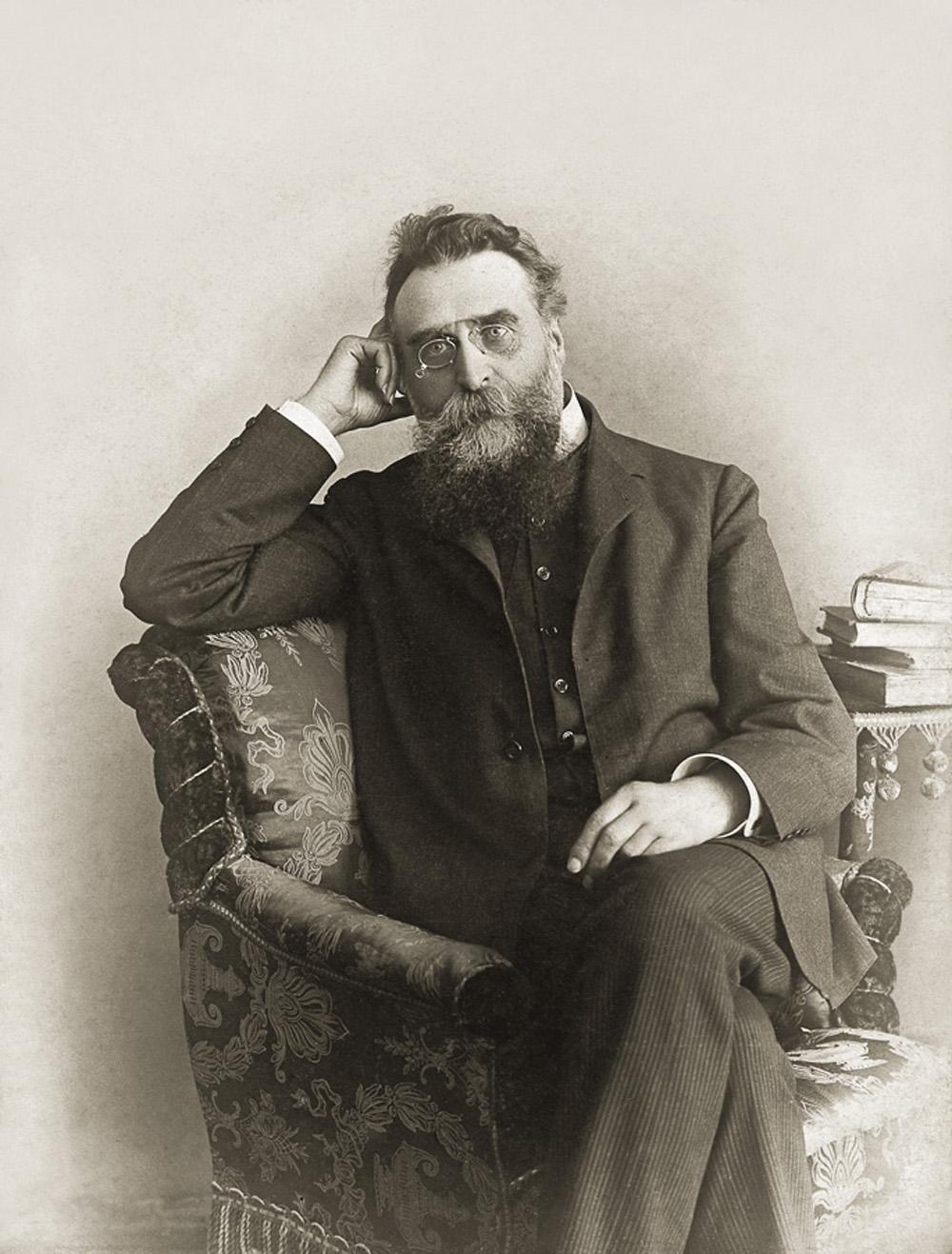
Jonas Basanavičius, una figura preeminent al moviment del Renaixement nacional lituà

Les restriccions russes en l'escola d'ensenyament secundari a Marijampolė s'alleujaren el 1872 i Kudirka, matriculat en aquell temps, aprengué polonès allà. Passà a estudiar a la Universitat imperial de Varsòvia, on fou influït per socialistes polonesos. El 1889 Kudirka retornà a Lituània i treballà per incorporar la pagesia lituana al corrent principal de la política, com a pedra angular per a la construcció d'una nació moderna. El 1898 escrigué un poema inspirat en la primera estrofa de l'obra mestra de Mickiewicz Pan Tadeusz, utilitzant la invocació famosa del poeta en una llengua diferent i amb un enteniment diferent, però ressonant amb el patriotisme del propòsit original, nacional. El poema es convertí en l'himne nacional de Lituània (Tautiška giesmė).
El ressorgiment fou la punta de llança del moviment per la independència, amb diverses organitzacions que s'oposaven a la influència russa. La política russa esdevingué més dura en la resposta. Tingueren lloc atacs contra esglésies catòliques mentre continuava una prohibició sobre la premsa lituana.
El període des del 1890 fins al 1904 contemplà la publicació d'aproximadament 2.500 títols en l'alfabet llatí lituà. La majoria d'aquests es publicaren a Tilsit, una ciutat de Prússia Oriental, encara que algunes publicacions arribaven a Lituània des dels Estats Units. Una versió escrita en gran part estandarditzada de la llengua fou aconseguida al tombant del segle xx, basada en els usos històrics de l'Aukštaitija (terres altes). Les lletres -č-, -š- i -v- foren preses de la moderna (redissenyada) ortografia txeca, per impedir l'ús polonès dels sons corresponents. L'àmpliament acceptada Gramàtica lituana de Jonas Jablonskis, aparegué el 1901.

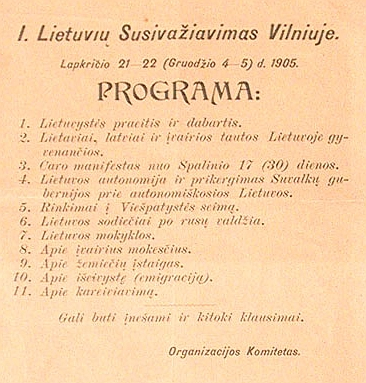
Un fulletó amb una proposta d'agenda per al Gran Seimas de Vílnius; fou rebutjada pels delegats i s'adoptà un calendari més políticament militant

El 1879 l'Emperador Alexandre II de Rússia aprovà una proposta del comandament militar rus per construir l'estructura defensiva més gran de tot l'estat rus - la Fortalesa de Kaunas de 65 km². Un bon nombre de lituans van emigrar als Estats Units entre 1867 i 1868 després d'una gran fam a Lituània. Entre el 1868 i 1914 aproximadament 635.000 persones, gairebé el 20% de la població, va marxar de Lituània. No obstant això, un Renaixement nacional lituà posà els fonsaments de la nació lituana moderna i de la Lituània independent.
El moviment nacionalista de Lituània continuava augmentant. Durant la revolució russa de 1905 va tenir lloc un gran congrés de representants lituans a Vílnius, conegut com el Gran Seimas de Vílnius, que demanà autonomia provincial per a Lituània (per a ells Lituània volia dir la porcio menor nord-occidental del Gran Ducat de Lituània, el territori que consideraven ètnicament lituà) incloent-hi Vílnius i els seus voltants) el 5 de desembre d'aquell any. El règim tsarista feu un cert nombre de concessions com el resultat de la revolta de 1905. Els Estats bàltics podrien utilitzar altre cop les seves llengües natives en l'escolarització i a nivell públic. L'alfabet llatí reemplaçà l'alfabet ciríl·lic que s'havia imposat als lituans durant quatre dècades. Tanmateix, ni tan sols els liberals estaven preparats per concedir una autonomia similar a la ja havia existit a Estònia i Letònia, per bé que sota l'hegemonia dels germanobàltics. Molts alemanys del Bàltic miraven vers l'alineament dels països bàltics (Lituània i Curlàndia en particular) amb Alemanya.
Després de l'esclat de les hostilitats en la Primera Guerra Mundial Alemanya ocupà Lituània i Curlàndia el 1915. Vílnius caigué en mans dels alemanys el 19 de setembre de 1915. Una aliança amb Alemanya, en oposició tant a la Rússia tsarista com al nacionalisme lituà, es convertí per als alemanys del Bàltic en una possibilitat real. Lituània s'incorporà a Ober Ost, govern alemany d'ocupació. Donat que una annexió oberta podria ocasionar un retrocés en les relacions públiques, els alemanys planejaven formar una xarxa d'estats formalment independents que serien de fet completament dependents d'Alemanya, l'anomenada Mitteleuropa.

## Lituània independent (1918-1940)

### Declaració d'independència

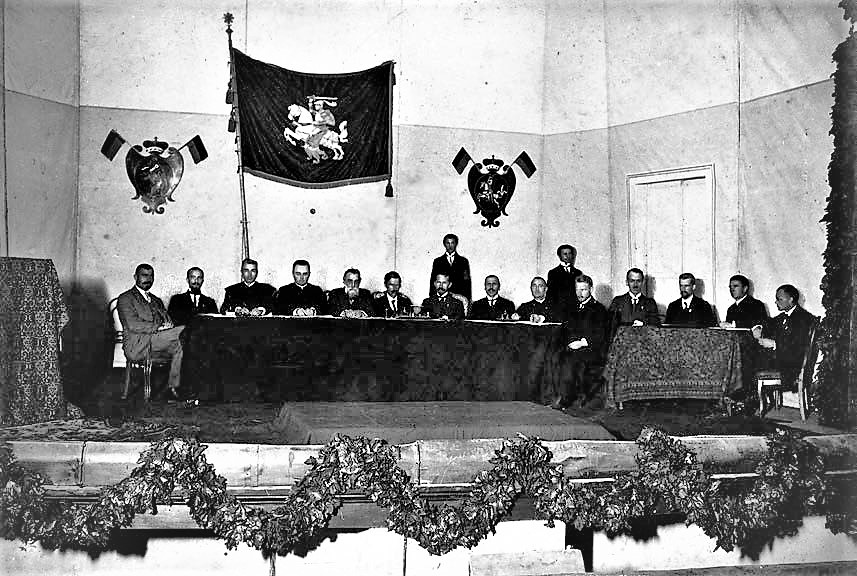
Presídium i secretariat de la Conferència de Vílnius

Els alemanys permeteren la convocatòria de la Conferència de Vílnius (18-22 de setembre de 1917) (no es permeteren eleccions per a una assemblea representativa formal), i demanaren que els lituans declaressin lleialtat a Alemanya i acceptessin una annexió. La Conferència en canvi anuncià principis bàsics d'un limitat en abast territorial, però amb un Estat lituà ètnic independent, amb drets culturals per a les minories; consegüentment, la publicació de la resolució de la Conferència no fou permesa. La Conferència elegí un Consell de Lituània (Taryba) i l'autoritzà a actuar com a autoritat executiva de la gent lituana. El Consell adoptà la Declaració d'Independència de Lituània el 16 de febrer de 1918. Declarava Lituània com una república independent, organitzada segons principis democràtics. Els alemanys, encara presents al país, no donaren suport a tal declaració i obstaculitzaren alguns intents d'establir la independència proclamada. Per evitar ser incorporats a l'Imperi Alemany, els lituans elegiren el Rei (nascut a Mònaco) Mindaugas II com a monarca titular del Regne de Lituània el juliol de 1918. Mindaugas II mai no assumí el tron.

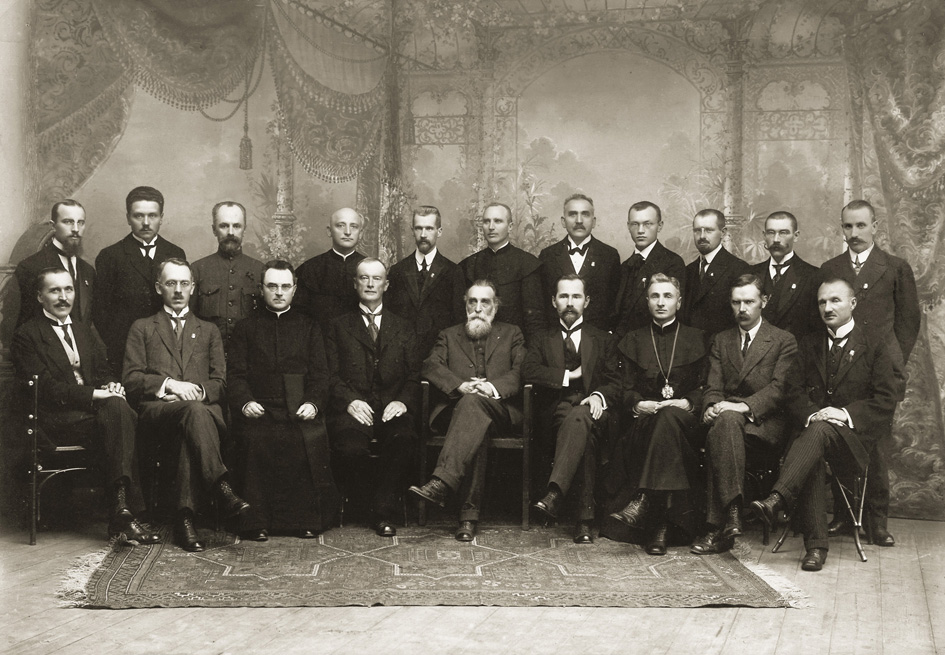
Els vint membres originals del Consell de Lituània.

Mentrestant, inicialment també sota l'ocupació alemanya, va tenir lloc un intent de revifar el Gran Ducat de Lituània com a república federal multinacional socialista. Anton Lutskèvitx i el seu Consell Nacional Belarús proclamaren el març de 1918 la República Popular Belarussa, que s'havia d'estendre des del Bàltic fins al Mar Negre i incloure Vílnius. Lutskèvitx i el Consell fugien de l'Exèrcit Roig que s'acostava i deixaren Minsk el desembre de 1918. A la seva arribada a Vílnius, proposaren una federació belarusso-lituana, que tanmateix no generava gens d'interès per part dels líders lituans, que es trobaven en una etapa avançada de promoció dels seus propis plans nacionals. Els lituans estaven interessats només en un estat "dins de fronteres etnogràfiques", tal com ho percebien.

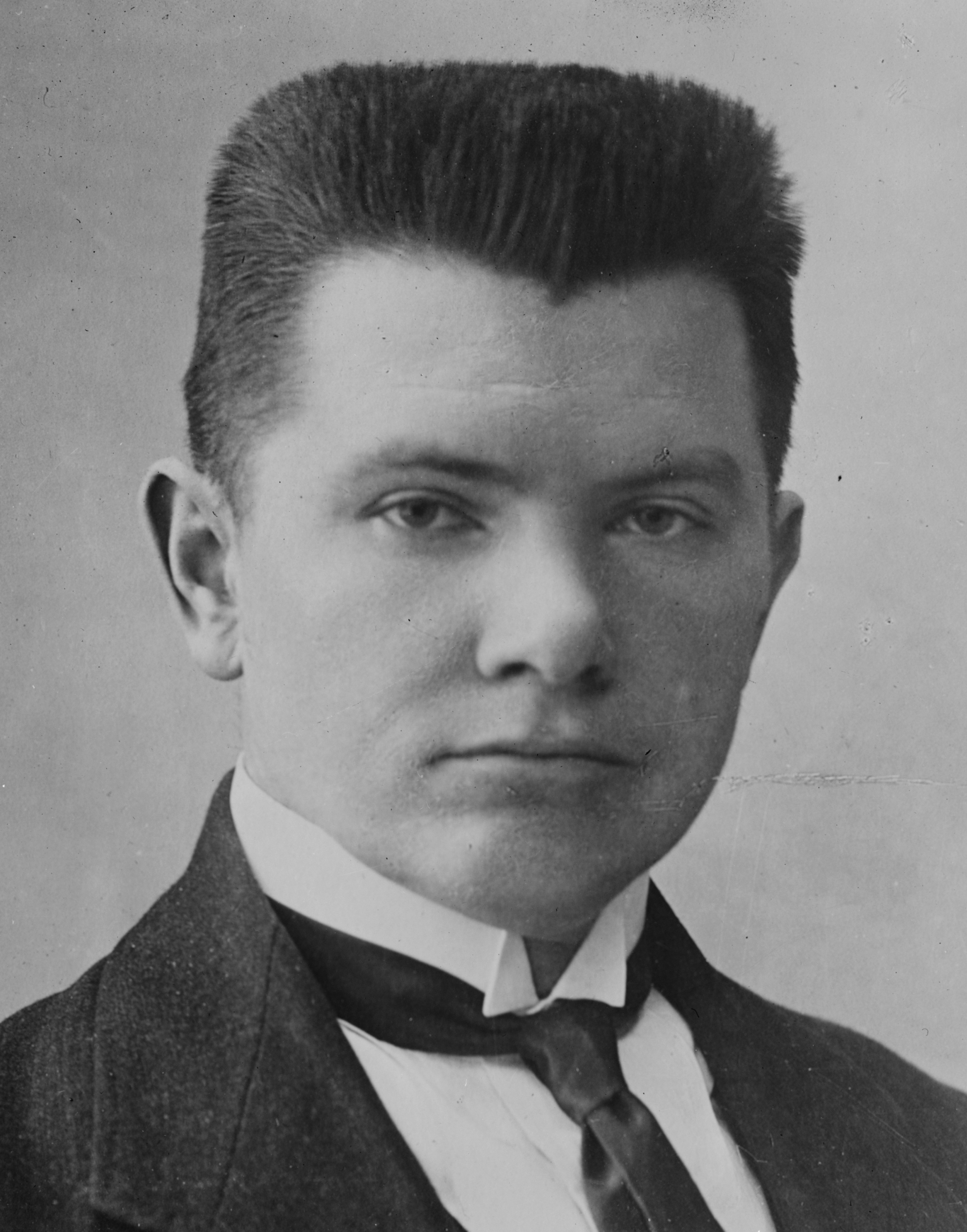
Augustinas Voldemaras, primer primer ministre de Lituània

Alemanya perdé la guerra i signà l'Armistici de Compiegne de 1918. Els lituans s'afanyaren a formar el seu primer govern, encapçalat per Augustinas Voldemaras, adoptaren una constitució provisional, i començaren a organitzar estructures administratives bàsiques. Mentre l'exèrcit alemany derrotat es retirava del Front Oriental, era seguit per les forces soviètiques, la intenció de les quals era estendre la revolució proletària global. Crearen un cert nombre d'estats titella, incloent´-hi la República Socialista Soviètica de Lituània. A finals de desembre, l'Exèrcit Roig arribava a les fronteres lituanes, i començava així la Guerra lituanosoviètica. L'1 de gener del 1919, l'exèrcit ocupant alemany es retirava de Vílnius i retornava la ciutat a les forces d'autodefensa poloneses locals. Com a protesta, el govern lituà marxà de Vílnius i passà a establir-se a Kaunas que es convertiria en la capital provisional de Lituània. Vílnius fou presa per l'Exèrcit Roig soviètic el 5 de gener de 1919. Com que l'exèrcit lituà es trobava encara a les besseroles, les forces soviètiques es pogueren desplaçar àmpliament sense oposició i abans de mitjan gener del 1919 controlaven aproximadament dos terços del territori lituà. A partir d'abril de 1919 la guerra lituana desaparegué en paral·lel a la Guerra poloneso-soviètica. Les tropes poloneses capturaren Vílnius als soviètics el 19 d'abril de 1919. Polònia tenia reclamacions territorials sobre Lituània, especialment la Regió de Vílnius, i aquestes tensions vessaren per damunt de la Guerra Polonesa Lituana. A mitjans de maig l'exèrcit lituà, comandat pel general Silvestras Žukauskas, començà una ofensiva contra els soviètics al nord-est de Lituània. Al final d'agost de 1919, els soviètics foren empesos fora del territori lituà. Quan els soviètics van ser derrotats, l'exèrcit lituà es desplegà contra el paramilitar Exèrcit de Voluntaris Rus Occidental, que havia envaït el nord de Lituània. Aquests foren reactivats pels alemanys i per soldats alemanys i russos a qui es donava suport, els quals procuraren retenir el control alemany sobre l'anterior Ober Ost. Els Voluntaris Russos Occidentals foren derrotats i expulsats al final de 1919. Així s'acabà la primera fase de les Guerres Lituanes d'Independència i els lituans pogueren parar atenció als afers interns.

### Lituània democràtica

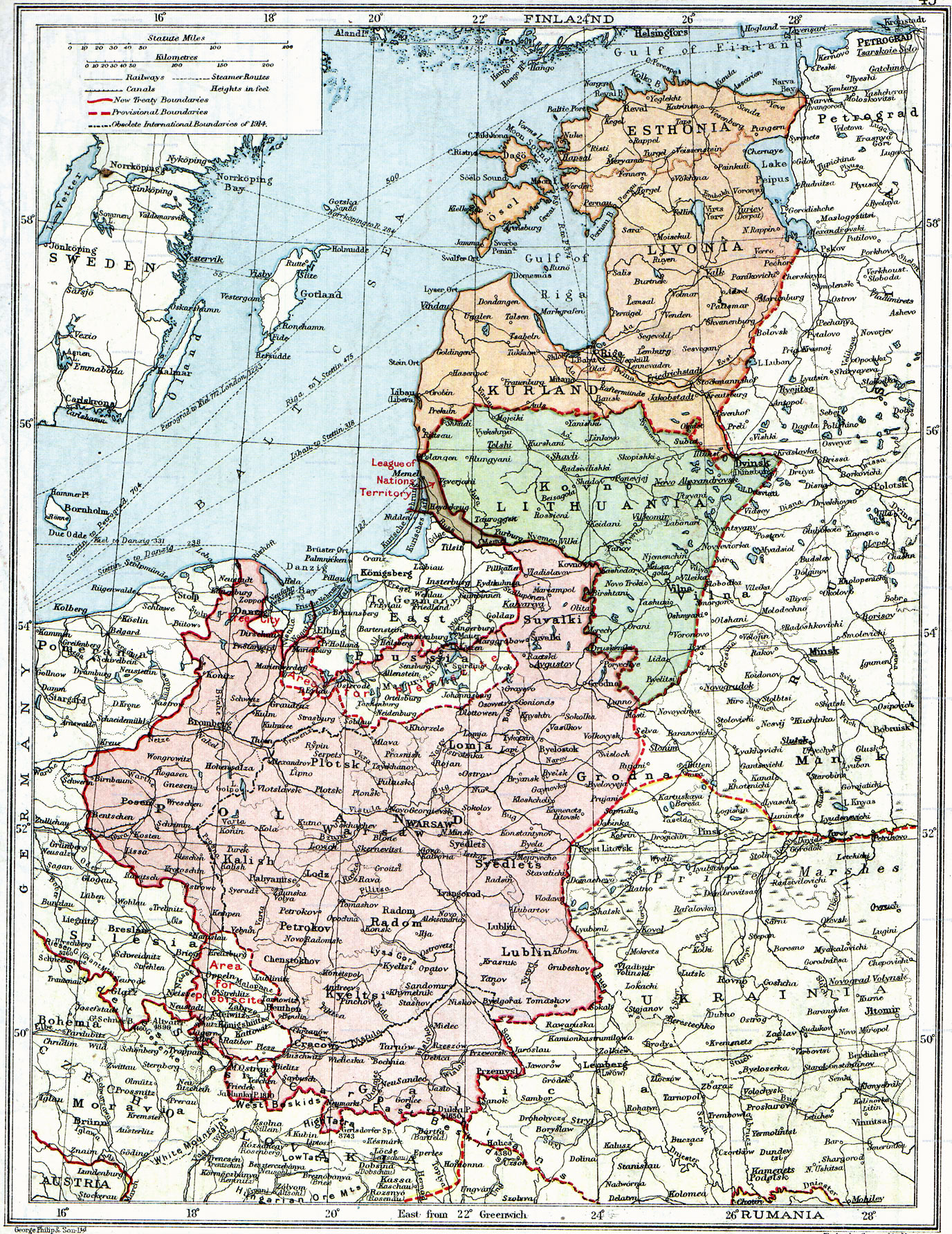
Lituània i Polònia després dels tractats de Versalles i Brest-Litovsk i abans de la Pau de Riga.

L'Assemblea Constituent de Lituània fou elegida l'abril i es reuní per primer cop el maig de 1920. El juny adoptava la tercera constitució provisional i 12 de juliol 1920 signava el Tractat de pau lituano-soviètic de 1920. Al tractat, la Unió Soviètica reconeixia Lituània plenament independent i les seves reclamacions sobre la disputada Regió de Vílnius. Dos dies més tard 14 de juliol de 1920 l'exèrcit soviètic capturava Vílnius, per una segona vegada, a les forces poloneses; tanmateix només lliuraren la ciutat a les forces lituanes el 26 d'agost de 1920, després de la derrota de l'ofensiva soviètica contra Polònia. El tractat augmentà les hostilitats entre Polònia i Lituània. Per evitar conflictes posteriors, se signà l'Acord de Suwałki el 7 d'octubre de 1920; Vílnius quedava al costat lituà de la línia d'armistici. Tanmateix, el tractat mai no entrà en vigor, perquè el general polonès Lucjan Żeligowski, que actuava a les ordres de Józef Piłsudski, planejà una acció militar presentada com un motí. Envaí Lituània el 8 d'octubre de 1920, capturà Vílnius l'endemà, i establí una efímera República de Lituània Central el 12 d'octubre de 1920. Durant 19 anys, mentre que la Regió de Vílnius romangué sota administració polonesa, Kaunas fou la Capital provisional de Lituània. La Societat de Nacions intentà fer de mitjancera en la disputa, i Paul Hymans proposà plans d'una unió lituano-polonesa. Tanmateix, les negociacions fracassaren perquè cap dels dos bàndols no acceptava l'acord. Lituània central celebrà un plebiscit i s'incorporà a Polònia el 24 de març de 1922. La disputa de Regió de Vílnius no es resolgué. Lituània trencà totes les relacions amb Polònia i refusà reconèixer, fins i tot de facto, el seu control sobre Vílnius, la capital històrica de Lituània, habitada en aquell temps en gran part per parlants polonesos i poblacions jueves. La disputa continuà dominant la política exterior lituana i condemnà les relacions amb Polònia durant to el període d'entreguerres.

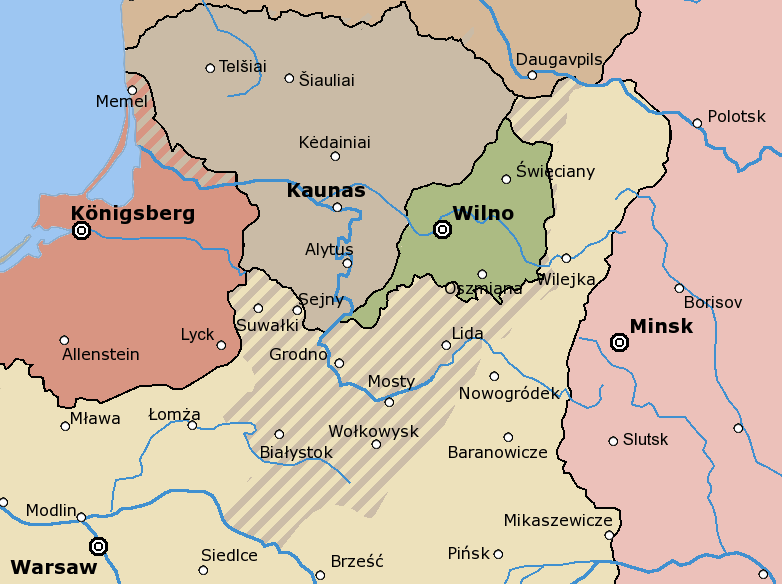
Disputes lituano-poloneses a principis del 1920: la "República de Lituània Central" (verd)

L'Assemblea Constituent, que fou interrompuda l'octubre de 1920 a causa d'amenaces de Polònia, es reuní altre copi i inicià moltes i necessàries reformes en el nou estat: obtingué el reconeixement internacional i l'ingrés a la Societat de Nacions, aprovà la llei de reforma agrària, presentà el litas com a moneda nacional, i adoptaà la constitució definitiva l'agost de 1922. Lituània es convertiria en un estat democràtic, amb un Seimas (parlament) elegit per homes i dones per un termini de tres anys. El Seimas elegiria el president. El Primer Seimas fou elegit l'octubre de 1922, però no podria formar un govern donat que hi hagué un empat de vots (38-38) i es veié forçat a dimitir. El seu únic èxit perdurable fou la Revolta de Klaipėda, el 10-15 gener de 1923. Lituània aprofità la Crisi del Ruhr i capturà la Regió de Klaipėda, un territori separat de Prússia Oriental segons el Tractat de Versalles, i posat sota administració francesa. La regió s'incorporà com a districte autònom de Lituània el maig de 1924. Per a Lituània era l'únic accés a la mar Bàltica i un important centre industrial. La rebel·lió fou l'últim conflicte armat a Lituània abans de la Segona Guerra Mundial. El Segon Seimas, elegit el maig de 1923, fou l'únic Seimas de la Lituània independent que funcionà durant tot el mandat previst inicialment. El Seimas continuà la reforma agrària, introduí sistemes de suport social i començà a pagar el deute exterior. Es feren diverses passes en el terreny de l'educació: s'expandí la xarxa d'escoles primàries i secundàries i s'establiren les primeres universitats nacionals a Kaunas. Es realitzà un cens de població el 1923.

### Lituània autoritària

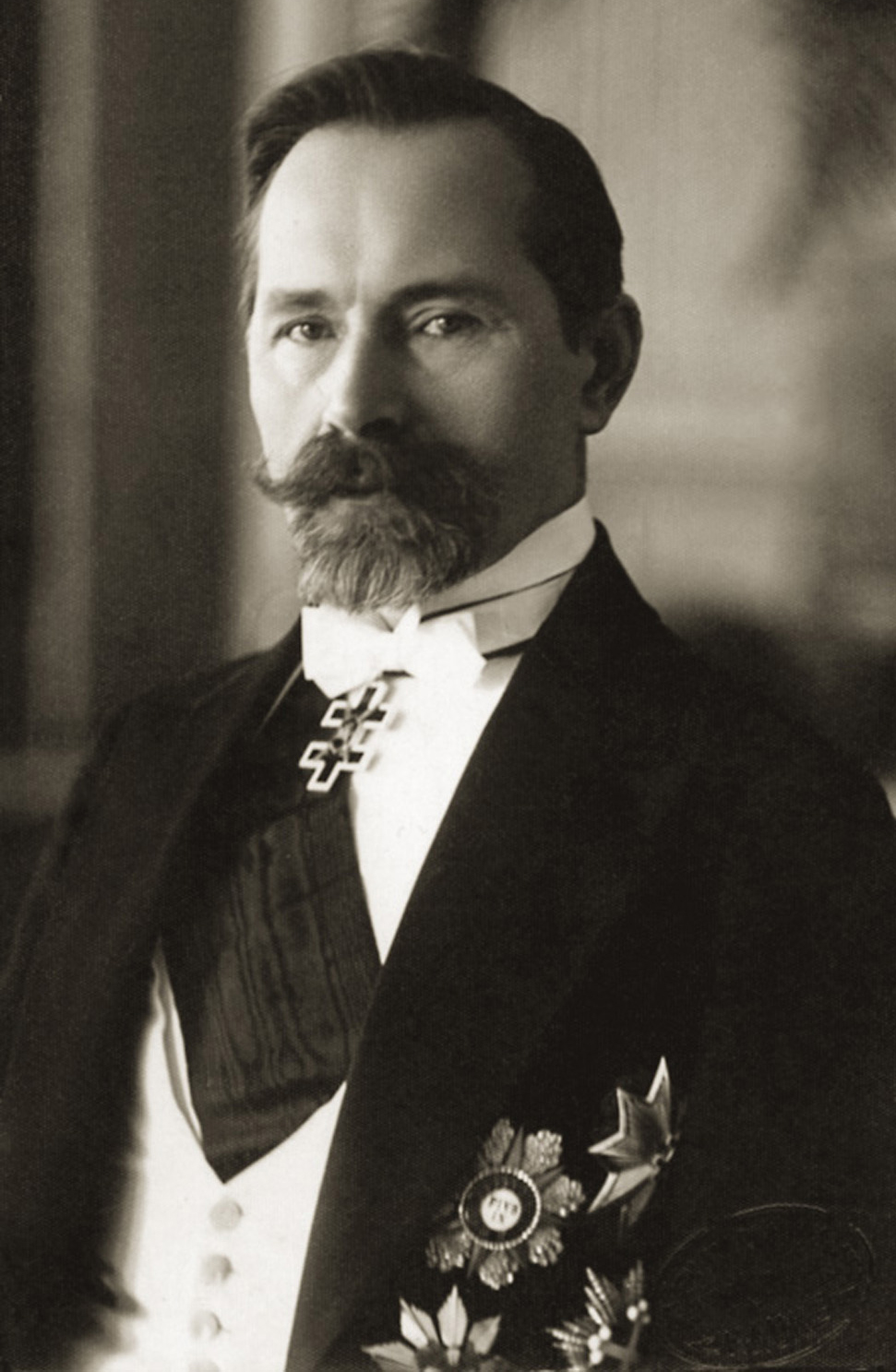
Antanas Smetona, el primer i últim president de Lituània independent durant l'interbellum. El període de 1918-1939 sovint es coneix com "El període d'Smetona".

El Tercer Seimas fou elegit el maig de 1926. Per primera vegada els Democristians Lituans (krikdemai) perderen la seva majoria i es convertiren en oposició. El Seimas fou durament criticat per signar el Pacte de no-agressió lituano-soviètic i acusat de "bolxevitzar Lituània". Com a resultat de les creixents tensions, el govern fou deposat durant el cop d'estat del 1926. Al cop, organitzat pels militars, li donaren suport la Unió Nacional Lituana (tautininkai) i els Demòcrates Cristians Lituans. Instal·laren Antanas Smetona com a President i Augustinas Voldemaras com a primer ministre. Smetona suprimí l'oposició i romangué com a líder autoritari fins al juny de 1940.
El Seimas pensava que el cop era només una mesura provisional i que s'haurien de convocar noves eleccions per tonar Lituània a la democràcia. El cos legislatiu es dissolgué el maig de 1927. Després d'aquell any, membres dels Socialdemòcrates altres partits esquerrans, anomenats plečkaitininkai pel seu líder, intentaren organitzar una revolta contra Smetona però foren ràpidament sotmesos. Voldemaras esdevingué cada cop més independent de Smetona i fou forçat a dimitir el 1929. Tres vegades el 1930 i un cop el 1934 intentà, sense èxit, retornar al poder. El maig de 1928 Smetona, sense el Seimas, anunciava la cinquena constitució provisional. Continuava afirmant que Lituània és un estat democràtic i augmentà a bastament els poders del President. El seu partit, la Unió Nacional Lituana, va créixer fermament fermament en mida i importància. Smetona adoptà el títol de "tautos vadas" (líder de la nació) i començà lentament a construir un culte a la personalitat. Moltes de les figures polítiques prominents es casaren amb la família de Smetona (Juozas Tūbelis, Stasys Raštikis).
Quan el Partit Nazi arribà a poder en la República de Weimar, les relacions de Lituània d'Alemanya empitjoraren considerablement, donat que l'Alemanya Nazi no acceptava la pèrdua de la Regió de Klaipėda. Els nazis patrocinaren organitzacions antilituanes a la regió. El 1934, Lituània posà els activists a prova i condemnà aproximadament 100 persones, incloent-hi els seus líders Ernst Neumann i Theodor von Sass. Això impulsà Alemanya, un dels socis comercials principals de Lituània, a declarar l'embargament de productes lituans. Com a resposta, Lituània canvià les seves exportacions a la Gran Bretanya. Però amb això no n'hagué prou i els camperols en Suvalkija organitzaren vagues, que foren reprimides violentament. El prestigi de Smetona es deteriorà i el setembre de 1936 acceptava convocar les primeres eleccions a Seimas des del cop de 1926. Abans de les eleccions tots els partits polítics, excepte la Unió Nacional, foren eliminats. Així dels 49 membres del Quart Seimas, 42 eren de la Unió Nacional. Funcionava com a junta consultiva per al President i el febrer de 1938 adoptava una nova constitució, que concedia fins i tot poders més grans al President.

Qüestions territorials lituanes, 1939-1940

Mentrestant, les tensions augmentaven a Europa. Després de l'Annexió d'Àustria per part de l'Alemanya nazi, Polònia presentava un ultimàtum a Lituània el març de 1938. Polònia demanava el restabliment de relacions diplomàtiques normals, trencades des del Motí de Żeligowski el 1920, i amenaçava amb accions militars en cas de negativa. Lituània, que tenia una força militar més feble i es mostrava incapaç d'aconseguir suport internacional per la seva causa, acceptà l'ultimàtum. Les relacions entre Polònia i Lituània es normalitzaren una mica i ambdues parts conclogueren tractats quant al transport per ferrocarril, intercanvi postal, i altres mitjans de comunicació. Només un any després de l'ultimàtum polonès i cinc dies després de l'ocupació alemanya de Txecoslovàquia, Lituània rebia un ultimàtum oral de Joachim von Ribbentrop on se li demanava que cedís la 
Regió de Klaipėda a Alemanya. De nou Lituània es veié forçada a acceptar. Això provocà una crisi política a dins de Lituània, i forçà Smetona a formar un nou govern que, per primera vegada des del 1926, incloïa membres de l'oposició. La pèrdua de Klaipėda fou un cop essencial a economia lituana i el país canvià a l'esfera d'influència alemanya. Quan Alemanya i la Unió Soviètica signaren el Pacte Mólotov-Ribbentrop el 1939 i dividien Europa de l'Est en esferes d'influència, Lituània estigué, al principi, assignada a Alemanya.

## Segona Guerra Mundial (1939-1945)

### Primera ocupació soviètica

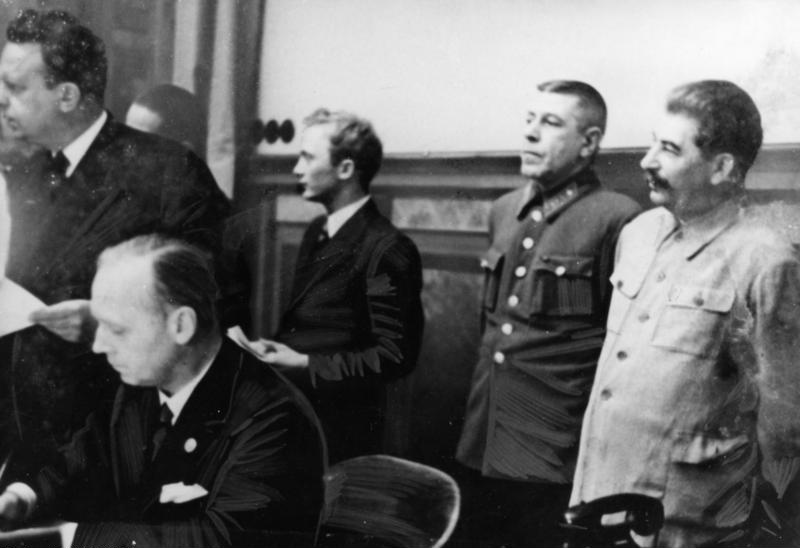
Ióssif Stalin, Joachim von Ribbentrop i altres a la signatura del Pacte d'amistat germano-soviètic.

L'agost de 1939, l'Alemanya Nazi i la Unió Soviètica signaven el Pacte Mólotov-Ribbentrop, amb clàusules secretes que assignaven esferes d'influència en l'àrea de la mar Bàltica. Lituània, inicialment assignada a l'esfera alemanya d'influència, fou transferida als soviètics en protocols addicionals secrets del Tractat germano-soviètic d'amistat, cooperació i demarcació de 28 de setembre de 1939. La ciutat de Vílnius, vista pels lituans com la seva capital, però sota control polonès abans de la guerra, fou ocupada per l'Exèrcit Roig el 19 de setembre de 1939 durant la Invasió de Polònia. Lituània va demanar a l'URSS que li retornés la ciutat. Ióssif Stalin, aparentment no es doblegà als cercles governamentals soviètics, inclinats a garantir Vílnius a la República Socialista Soviètica de Belarús i el Pacte d'assistència mútua lituano-soviètic del 10 d'octubre de 1939 transferí part de la Regió de Vílnius, abans en mans de Polònia, inclosa Vílnius, a control lituà, a canvi de l'estacionament de 20.000 soldats soviètics a Lituània. Lituània establí la seva autoritat estatal a Vílnius i sota el lideratge del primer ministre Antanas Merkys procedí a lituanitzar la ciutat.
Un cop s'acabà la Guerra d'Hivern a Finlàndia i Alemanya feu ràpids avenços contra Dinamarca i Noruega i contra França i els Països Baixos, els soviètics intensificarven la seva pressió diplomàtica sobre Lituània, que culminà en l'ultimàtum soviètic a Lituània de juny de 1940. L'ultimàtum demanava la formació d'un nou govern prosoviètic nou i l'admissió d'un nombre sense especificar de tropes russes. Lituània acceptà l'ultimàtum atès que la resistència militar eficaç era impossible amb les tropes soviètiques ja dins del país segons el Pacte d'Assistència Mútua. El president Antanas Smetona abandonà Lituània quan les forces militars soviètiques (15 divisions amb 150.000 soldats) creuaven la frontera lituània el 15 de juny de 1940. La Unió Soviètica ocupà i s'annexionà Lituània d'acord amb el Pacte Molotov-Ribbentrop.

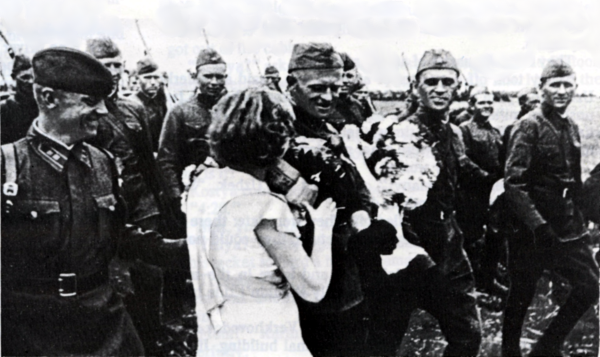
Tropes soviètiques marxant a Lituània (juny 1940)

Vladimir Dekanozov, representant soviètic, formà un nou govern titella prosoviètic nou, conegut com a Govern Popular. Justas Paleckis reemplaçà Smetona com a President en funcions de Lituània. El nou govern era una pura façana, i rebia les ordres des de Moscou. El Quart Seimas es dissolgué i es va organitzar un simulacre d'eleccions a l'anomenat Seimas Popular els dies 14 i 15 de juliol de 1940. Només foren autoritzats a presentar-se els candidats comunistes, i els resultats electorals mostraren més d'un 90% de participació electoral i un 98% de suport als comunistes. Durant la seva primera sessió el 21 de juliol el Seimas Popular decidí unànimement convertir Lituània en la República Socialista Soviètica de Lituània i aprovà la petició per esdevenir part de la Unió Soviètica. La petició era aprovada pel Soviètic Suprem de la Unió Soviètica el 3 d'agost, la qual cosa completava la formalització de l'ocupació.
Immediatament després l'ocupació, les autoritats soviètiques començaren ràpidament la sovietització de Lituània. Tota la terra fou nacionalitzada. Per aconseguir el suport al nou règim entre els camperols més pobres, les granges grans foren redistribuïdes entre els petits terratinents. Tanmateix, en la preparació per a la definitiva col·lectivització, els impostos agrícoles augmentaren dramàticament en un intent d'arruïnar tots els pagesos. La nacionalització de bancs, empreses més grans, i béns immobles va tenir com a conseqüència un seguit d'interrupcions en la producció i escassetats massives de béns. El litas lituà s'infravalorà artificialment i fou retirat a la primavera de 1941. El nivell de vida s'enfonsà. Totes les organitzacions religioses, culturals i polítiques foren prohibides, llevat del Partit Comunista de Lituània i la seva branca juvenil. S'estima que 12.000 enemics del poble foren arrestats. Durant la Deportació de juny, unes 17.000 persones (principalment antics oficials de l'exèrcit, policies, figures polítiques, intelligentsia i les seves famílies) foren deportats als Gulags a Sibèria, on molts moriren a causa de les seves condicions inhumanes.

### Ocupació nazi

#### Col·laboració i resistència

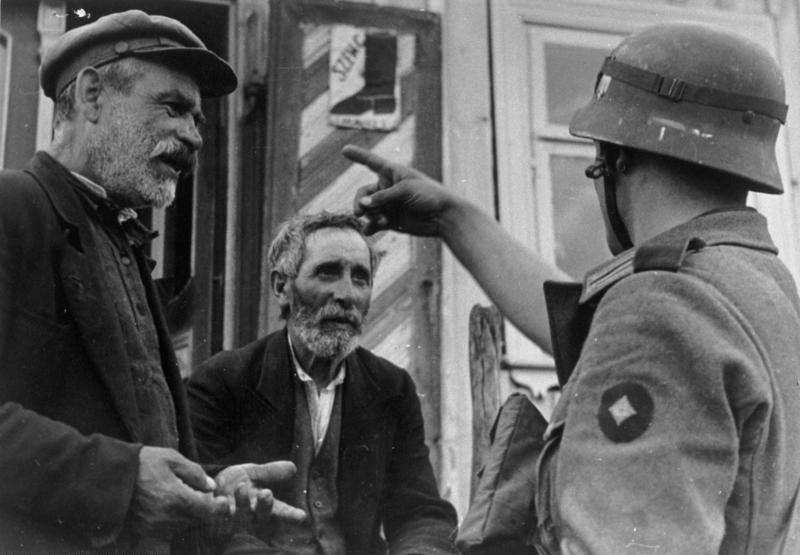
Jueus lituans i un soldat alemany de la Wehrmacht a Lituània, juny del 1941

El 22 de juny de 1941, l'Alemanya Nazi envaïa la Unió Soviètica. Les forces alemanyes es mogueren ràpidament, i només trobaren resistència soviètica de manera esporàdica, Vílnius fou presa el 24 de juny de 1941, i en una setmana Alemanya controlava tota Lituània. Les forces soviètique en retirada massacraren els presos polítics lituans (vegeu Massacre de Rainiai). Els lituans generalment saludaven els alemanys com a llibertadors del règim soviètic opressiu i esperaven que Alemanya tornaria una mica d'autonomia a Lituània. El Front Activista Lituà organitzà la revolta antisoviètica de juny, declarà la independència, i formà el Govern Provisional de Lituània amb Juozas Ambrazevičius com a primer ministre. El Govern Provisional no fou dissolt per la força, però, desposseït de qualsevol poder real, renuncià el 7 d'agost de 1941. Els alemanys establien l'administració civil, coneguda com a Reichskommissariat Ostland. Els alemanys no tenien prou mà d'obra per proveir de personal administració local; per això, la majoria de les oficines locals foren encapçalades pels lituans. Les decisions de política serien preses per alemanys d'altra graduació i de fet serien implementades per lituans de baixa graduació. En general, l'autogovern local es desenvolupà força a Lituània i ajudà a sabotejar o obstaculitzar unes quantes iniciatives alemanyes, incloent-hi alçar una unitat de les Waffen-SS o proporcionar homes per al treball forçat a Alemanya.

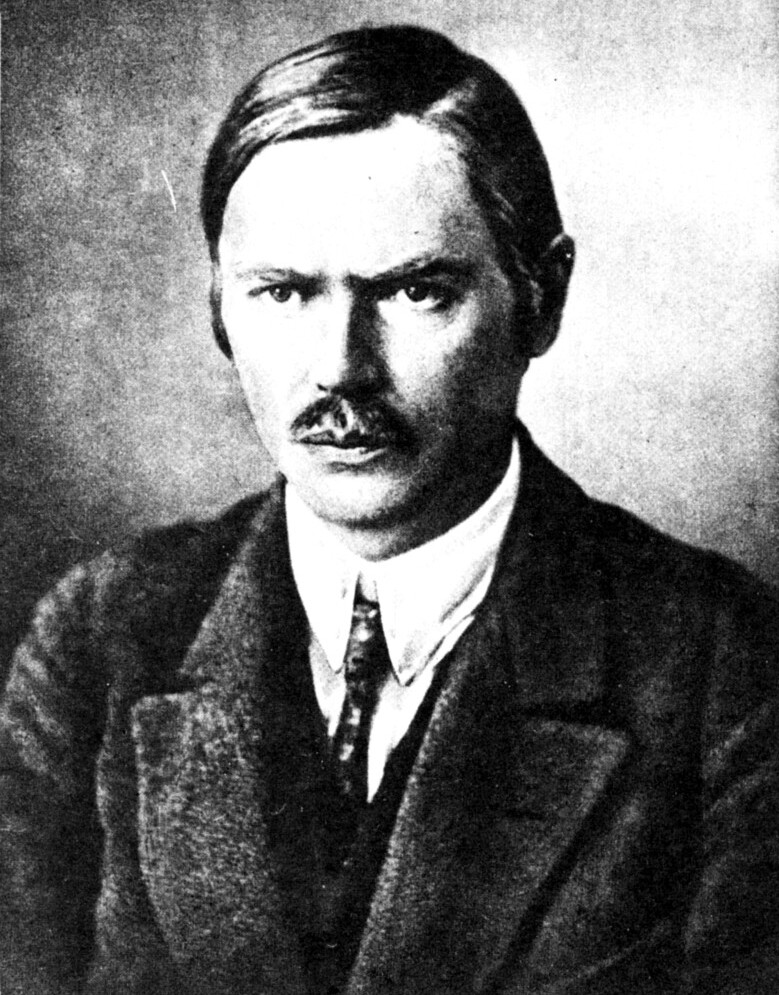
Steponas Kairys fou el primer president del Comitè Suprem per a l'Alliberament de Lituània

Hi hagué una substancial cooperació i col·laboració entre les forces alemanyes i alguns lituans. El Front Activista Lituà oferí una força de policia, coneguda com a Tautinio Darbo Apsaugos Batalionas (TDA), amb l'esperança de transformar-la més endavant en exèrcit regular d'una Lituània independent. En canvi aquestes unitats foren emprades pels alemanys com a auxiliars en massacres dels jueus durant l'Holocaust. Una altra infame unitat fou la Policia de Seguretat Lituana (Saugumo policija) que operava a Vílnius. Es formaren un cert nombre d'altres batallons de policia; les forces auxiliars s'empraven de vegades a fora de Lituània i foren encarregades d'assegurar les comunicacions, custòdia de presoners, repartiment de subministraments, etc. Les dures polítiques alemanyes d'instal·lació d'alemanys ètnics a Lituània, recollida de moltes provisions de guerra, reclutament de persones per a treballs forçats, reclutament de persones per a l'exèrcit alemany, etc., produïren un gran moviment de resistència. L'organització de resistència més notable, el Comitè suprem per a l'alliberament de Lituània, es formà el 1943. Malgrat la pressió alemanya, no es va establir cap divisió de les Waffen-SS a Lituània. Finalment, el general lituà Povilas Plechavičius acceptà de formar la Força de defensa territorial lituana), que havia d'operar només al territori lituà i ésser manada per oficials lituans. Quan els alemanys no complien l'acord i intentaven subordinar la força a l'exèrcit alemany, Plechavičius la dissolgué el maig de 1944.
Els lituans també organitzaren una resistència armada, que fou dirigida per partisans Soviètics, els quals operaven a Lituània oriental, i principalment estaven formats per una minoria de russos, belarussos i jueus. Aquest grup lluitava per la reincorporació de Lituània a la Unió Soviètica. Els partisans soviètics cometeren un cert nombre d'atrocitats (per exemple, la Massacre de Kaniūkai) i saquejaren ciutats i pobles. Els vilatans es veieren forçats a organitzar grups d'autodefensa local. L'Armia Krajowa polonesa (AK) també operava a Lituània oriental, tot esperant que la Polònia de posguerra continués amb el control de la Regió de Vílnius. L'AK no només lluitava contra els nazis, sinó també la policia lituana pronazi, Força de defensa territorial lituana, i els partisans soviètics. Les relacions entre els destacaments de les diferents guerrilles no foren mai cordials i empitjoraren mentre la guerra continuava.

#### L'Holocaust

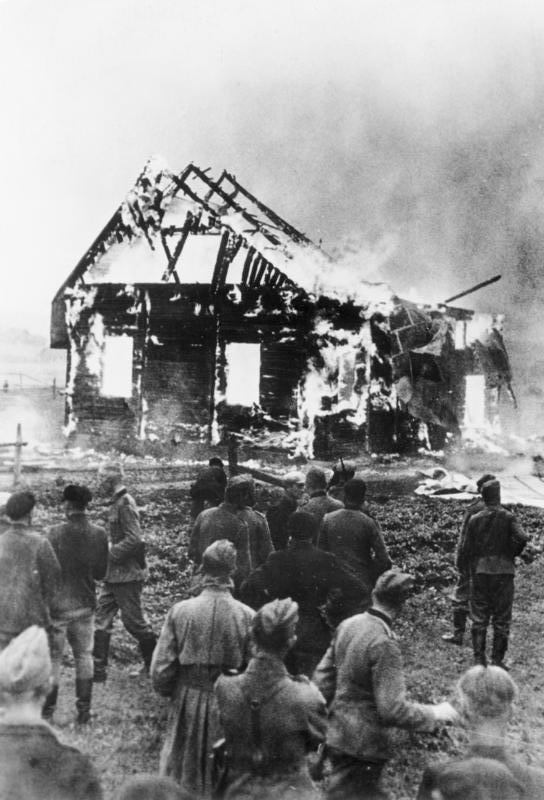
Soldats alemanys i gent del poble contemplen com es crema una sinagoga lituana

Abans de l'Holocaust, Lituània era llar d'aproximadament 210.000 o 250.000 jueus. Segons una estimació, els nazis i els seus col·laboradors lituans assassinaren al voltant de 190.000 jueus lituans (un 91% de la comunitat jueva d'abans de la guerra) durant l'Holocaust. L'Holocaust a Lituània pot ser dividit a tres etapes: execucions massives (juny - desembre de 1941), període del gueto (1942 - març de 1943), i liquidació final (abril de 1943 - juliol de 1944). A diferència d'altres països
ocupats pels nazis, on l'Holocaust fou introduït de manera gradual, l'Einsatzgruppe A començà les execucions a Lituània els primers dies de la guerra. Les execucions foren fetes per tres grups principals: a Kaunas (Fort novè), a Vílnius (Massacre de Paneriai), i al camp (Rollkommando Hamann). Un 80% aproximadament dels jueus lituans foren assassinats abans del 1942. Els 43.000 jueus supervivents foren concentrats als guetos de Vílnius, Kaunas, Šiauliai i, Švenčionys i forçats a treballar en benefici de la indústria militar alemanya. El 21 de juny, de 1943, Heinrich Himmler emeté una ordre per liquidar tots els guetos i transferir els jueus que hi quedaven a camps de concentració. El Gueto de Vílnius fou liquidat, mentre Kaunas i Šiauliai es convertiren en camps de concentració i existiren fins al juliol de 1944. la resta de jueus foren enviats a camps de concentració com Stutthof, Dachau i Auschwitz. Només un nombre aproximat d'entre 2.000-3.000 jueus lituans foren alliberats d'aquests camps. Molts altres sobrevisqueren sobrevivia retirant-se a l'interior de Rússia abans que la guerra esclatés o evitant els guetos i reunint-se amb els partisans jueus. L'índex de genocidi de jueus a Lituània, fins a un 95-97%, fou un dels més alts a Europa. La causa principal d'això, amb poques i notables excepcions, fou l'estesa cooperació lituana amb les autoritats alemanyes. Es considerava àmpliament que els jueus eren responsables del règim soviètic previ (vegeu bolxevisme jueu) i estaven ressentits per la benvinguda a les tropes soviètiques. Hi hagué també resistència a l'ocupació alemanya, i alguns lituans arriscaren a les seves pròpies vides per salvar jueus; 723 lituans són reconeguts com a Justos entre les Nacions pels seus esforços.

### Retorn de l'autoritat soviètica

Bandera de la República Socialista Soviètica de Lituània

L'estiu de 1944, l'Exèrcit Roig soviètic arribava a Lituània oriental. Abans de juliol de 1944, l'àrea al voltant de Vílnius estava sota el control dels lluitadors de la resistència polonesa englobats en l'Armia Krajowa, que també intentaren la presa de la ciutat, en mans dels alemanys, durant la fallida Operació Ostra Brama. L'Exèrcit Roig capturà Vílnius amb ajuda polonesa el 13 de juliol. L'URSS reocupà Lituània i Ióssif Stalin restablí la República Socialista Soviètica de Lituània el 1944 amb la seva capital a Vílnius. Els soviètics s'asseguraren l'acord passiu dels Estats Units i Gran Bretanya (vegeu Conferència de Ialta i Acord de Potsdam). Abans del gener de 1945, els soviètics capturaven Klaipėda, a la costa de bàltic. Es calcula que Lituània perdé 780.000 persones durant la Segona Guerra Mundial.

## Lituània soviètica (1944-1990)

### Estalinisme i domini soviètic (1944-1988)
Les campanyes de deportacions massives de 1941-1952, la Deportació de juny segons les Instruccions de Serov i la Deportació de març coneguda com a Operació "Priboi", envià mileres de famílies a assentaments forçats a Sibèria i en altres parts remotes de la Unió Soviètica. Unes 130.000 persones foren deportades de Lituània durant aquest període, mentre els investigadors eleven el nombre de presos polítics i deportats a 300.000. En resposta a aquests esdeveniments, aproximadament 100,000 de lluitadors de la resistència organitzada local participaren en la fallida guerra de guerrilles contra el règim soviètic de 1944 a 1952. Aproximadament 30.000 partisans i els seus seguidors foren morts i molts més foren arrestats i deportats als gulags de Sibèria. L'últim partisà fou mort en combat el 1965. Les autoritats soviètiques fomentaren immigració de treballadors no lituans, especialment russos, com a manera d'integrar Lituània a la Unió Soviètica i per fomentar el desenvolupament industrial. Aquest període és recordat en un memorial al Parc de Grūtas.

### Renaixement (1988-1990)
Fins a mitjans de 1988, tota la vida política, econòmica, i cultural estava controlada pel Partit Comunista de Lituània (PCL). Els lituans així com la gent de les altres Repúbliques del Bàltic desconfiaven del règim Soviètic fins i tot més que els habitants d'altres regions de l'estat soviètic, i donaven el seu propi suport específic i actiu al programa endegat per Mikhaïl Gorbatxov de reformes socials i polítiques conegudes com a perestroika i glàsnost. Sota la direcció d'intel·lectuals, el moviment de reforma lituà "Lietuvos persitvarkymo sąjūdis" (el Moviment de Reforma de Lituània) es formà a mitjan 1988 i es declarà un programa de drets democràtics i nacionals, que guanyà popularitat a escala nacional. Inspirat pel Sąjūdis, el Soviet Suprem lituà aprovà esmenes constitucionals sobre la supremacia del dret lituà sobre la legislació soviètica, anul·là les decisions de 1940 que proclamaven Lituània com una part de l'URSS, legalitzà un sistema multipartidista, i adoptà un conjunt d'altres decisions importants, incloent-hi el retorn dels símbols estatals nacionals - la bandera i l'himne. Un bon nombre de membres del PCL també donaren suport a les idees del Sąjūdis, i amb el suport del Sąjūdis, Algirdas Brazauskas fou elegit Primer Secretari del Comitè Central del PCL el 1988. El 23 d'agost de 1989, 50 anys després del Pacte Mólotov-Ribbentrop, per cridar l'atenció del món sobre el destí de les nacions de bàltic, letons, els lituans i els estonians uniren les seves mans en una cadena humana que s'estenia 600 quilòmetres, de Tallinn, a Riga, a Vílnius. La cadena humana s'anomenà Via Bàltica. El desembre de 1989, el PCL dirigit per Brazauskas declarava la seva independència del Partit Comunista de la Unió Soviètica i es convertia en un partit separat. El 1990 es rebatejà com a Partit Democràtic Laborista de Lituània.

## Lituània moderna i independent (1990 - present)

### Lluita per la independència (1990-1991)

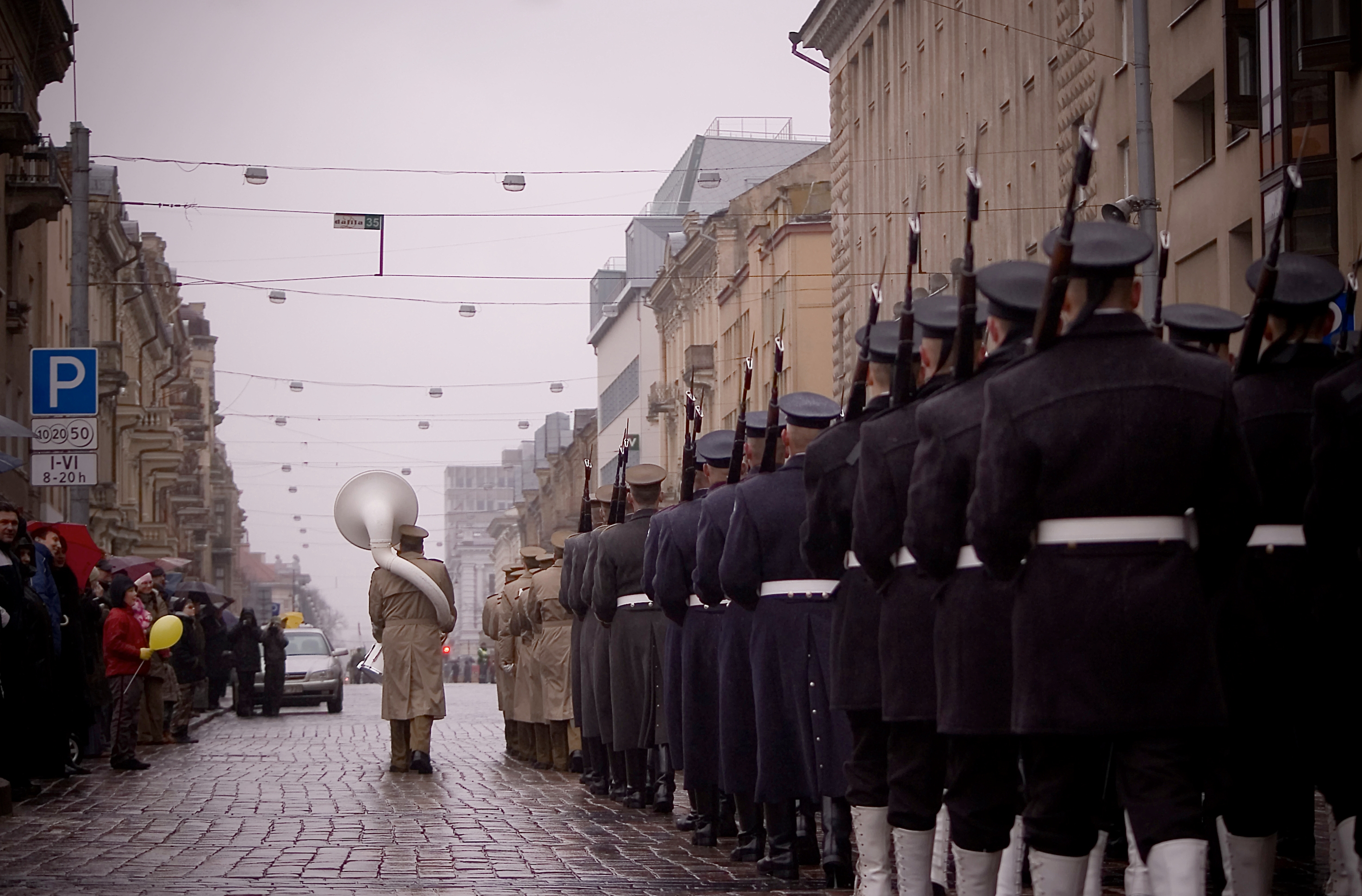
Desfilada militar en el marc dels esdeveniments de l'11 de març

A principis del 1990, els candidats als quals donava suport el Sąjūdis guanyaren les eleccions al Soviet Suprem de Lituània. L'11 de març, de 1990, el Soviet Suprem proclamava l'Restabliment de la Independència de Lituània. Les repúbliques bàltiques eren en el primer pla de la lluita per independència i Lituània fou la primera de les repúbliques soviètiques a declarar la seva independència. Vytautas Landsbergis es convertí en cap de l'estat i Kazimira Prunskienė dirigí el Gabinet de Ministres. El 15 de març, la Unió Soviètica demanà revocació de la independència i començà a emprar sancions polítiques i econòmiques contra Lituània. Els militars soviètics foren utitilitzats per assetjar uns quants edificis públics, però la violència es contingué en gran part fins al gener de 1991. Durant els esdeveniments de gener, les autoritats soviètiques intentaven enderrocar el govern elegit patrocinant l'anomenat Comitè de Salvació Nacional. Els soviètics, a la força, es feren càrrec de la Torre de televisió de Vílnius, mataren 14 civils desarmats i en feriren 700. Moscou fracassà en el seu intent d'esclafar el moviment independentista i el govern lituà continuà treballant.
Durant el referèndum nacional del 9 de febrer de 1991, més d'un 90% dels que participaren en la votació (Un 76% de tots els votants elegibles) votaren a favor d'un Lituània independent i democràtica. Durant el Cop d'agost a Moscou, les tropes soviètiques prengueren el control d'algunes comunicacions i altres instal·lacions governamentals a Vílnius i altres ciutats, però retornaven a les seves casernes quan el cop fracassà. El govern lituà prohibí el Partit Comunista i n'ordenà la confiscació de les seves propietats. Després del fracassat cop, Lituània rebé un ampli reconeixement internacional i fou admesa a l'Organització de les Nacions Unides.

### República Contemporània de Lituània (1991 present)

Bandera de Lituània

Com en molts altres antigues repúbliques soviètiques, la popularitat del moviment de la independència (Sąjūdis en el cas de Lituània) anà disminuint a causa de l'empitjorament de la situació econòmica (augment de la desocupació, inflació, etc.). El Partit Comunista de Lituània fou rebatejat com a Partit Democràtic Laborista de Lituània (PDLL) i concorregué contra el Sąjūdis en les eleccions parlamentàries de 1992, on aconseguí una majoria dels escons. El PDLL continuà construint l'estat democràtic independent i la transició d'una economia planificada a una economia de mercat lliure. En les eleccions parlamentàries de 1996, els votants feren un tomb envers la dretana Unió Patriòtica - Democristians Lituans, dirigida per l'anterior líder del Sąjūdis Vytautas Landsbergis.
Com a part de la transició a una economia de mercat lliure, Lituània organitzà una campanya de privatització de venda de béns immobles residencial propietat del govern i empreses mercantils. El govern emeté vals d'inversió per ser utilitzats en la privatització en comptes de moneda real. La gent cooperava en grups per recollir quantitats més grans de vals per a les subhastes i la campanya de privatització. Lituània, a diferència de Rússia, no creà un grup petit de persones molt riques i poderoses. La privatització començà amb organitzacions petites, i les empreses grans (com la de telecomunicacions o línies aèries) foren venudes uns quants anys més tard, amb la moneda forta, en una intent d'atreure inversors estrangers. El sistema monetari de Lituània estava basat en el lita, la moneda utilitzada durant el període d'entreguerres. A causa d'una alta inflació i altres retards, s'introduí una moneda provisional, el talonas (comunament anomenat Vagnorkė o Vagnorėlis pel primer ministre Gediminas Vagnorius). Finalment, el litas era emès el juny de 1993 i es decidí fixar el seu canvi al dòlar dels Estats Units el 1994 i a l'euro el 2002.

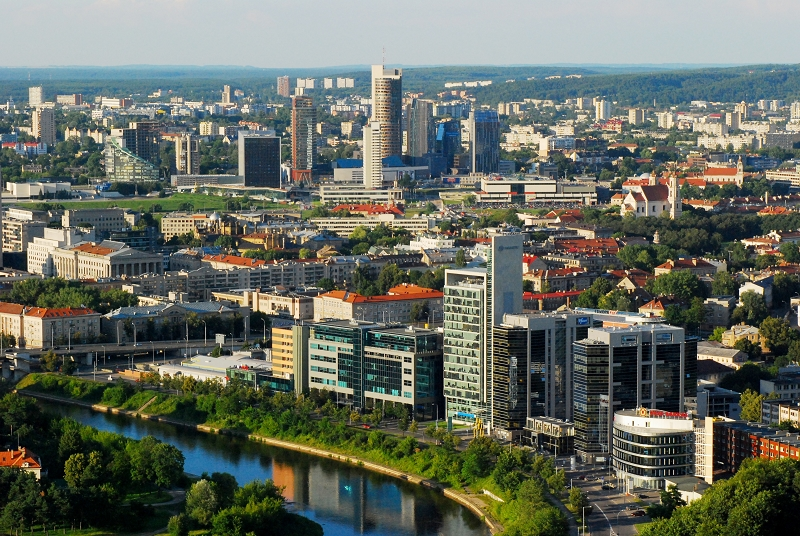
Vílnius, la capital de Lituània

Malgrat la consecució d'una completa independència de Lituània, encara hi havia un gran nombre de forces russes estacionades al seu territori. La retirada d'aquelles forces fou una de les primeres prioritats de la política exterior de Lituània. La retirada de les tropes russes es completà abans de 31 d'agost de 1993. Els primers militars del país renascut foren les Forces voluntàries de defensa naciona de Lituània, que prestaren un jurament al Consell Suprem de Lituània poc després de la declaració d'independència. Els militars lituans es construïren de manera estàndard amb un exèrcit de terra, armada i exèrcit de l'aire. Les organitzacions paramilitars del període d'entreguerres, com ara la Unió de fusellers de Lituània, els Joves fusellers i els Lietuvos Skautija foren restablerts. A la recerca de lligams més estrets amb Occident, Lituània sol·licità l'ingrés a l'Organització del Tractat de l'Atlàntic Nord (OTAN) el 1994. El país hagué de realitzar una difícil transició des d'una economia planificada fins a una de mercat lliure, per satisfer els requisits d'ingrés a la Unió Europea (UE).
L'octubre de 2002, Lituània fou convidada a unir-se a la Unió Europea i un mes per més tard s'uní a l'Organització del Tractat de l'Atlàntic Nord; esdevingué membre d'ambdues organitzacions el 2004. El gran nombre de lituans que des d'aleshores han marxat del país a la recerca de millors oportunitats econòmiques a un altre país de la UE, ha creat un significatiu problema demogràfic en un país tan petit.